# Lijst van keizers van China
Dit is een lijst van keizers van China. Voor 221 v.Chr. was China verdeeld in verschillende onafhankelijke vorstendommen. Het is Qin Shi Huang die ze verenigde. Hij is de Eerste keizer van China. Daarvoor, tijdens de Shang-dynastie en de Zhou-dynastie kreeg de vorst gewoonlijk de titel van koning (王 wáng). De titel bleef gehandhaafd tot in 1912.
Soms ondervindt men problemen bij het benoemen van een monarch omdat ze vaak bekend waren onder twee of drie verschillende namen, of dezelfde naam wordt gebruikt door keizers van verschillende dynastieën. De onderstaande tabel geeft mogelijk niet alle gangbare namen van de heersers weer. Het probleem hiervan ligt hoofdzakelijk in de postume namen waarvan de naam uit meer dan 20 karakters kon bestaan, deze werden dan ook maar zelden volledig gebruikt in de geschiedschrijving. In de tabel zijn de meest voorkomende namen opgenomen.

## Xia-dynastie
De Xia-dynastie wordt traditioneel gezien als de eerste Chinese dynastie. Volgens de traditionele opvatting zou de Xia-dynastie aanvangen tussen 2205 tot 1766 v.Chr., de Bamboe-annalen houden rond 1989 tot 1558 v.Chr. aan. Deze jaartallen geven echter slechts een indicatie en zijn uiterst speculatief, in beide gevallen wordt gebruik gemaakt van een soort pseudo-chronologie. Het bestaan van de Xia-dynastie wordt betwist: in China geldt deze als historisch, terwijl Westerse archeologen sceptischer zijn.
Bij het verwijzen naar koningen van deze dynastie wordt de regeernaam soms voorafgegaan door de naam van de dynastie.
| Regeernaam   | Regeernaam | Opmerking                                | Regeerperiode (speculatief) | Regeerperiode (speculatief) |
| Regeernaam   | Regeernaam | Opmerking                                | Traditionele chronologie    | Chronologie Bamboe-annalen  |
| ------------ | ---------- | ---------------------------------------- | --------------------------- | --------------------------- |
| Yǔ / Dà Yǔ   | 禹 / 大禹  |                                          | 2205 – 2198 v.Chr.          | 1989 – 1979 v.Chr.          |
| Qǐ           | 啟         | zoon van Yu: begin van erfopvolging      | 2197 – 2189 v.Chr.          | 1978 – 1959 v.Chr.          |
| Tài Kāng     | 太康       | zoon van Qi                              | 2188 – 2160 v.Chr.          | 1958 – 1953 v.Chr.          |
| Zhòng Kāng   | 仲康       | broer van Tai Kang                       | 2159 – 2147 v.Chr.          | 1952 – 1944 v.Chr.          |
| Xiāng        | 相         | zoon van Zhong Kang                      | 2146 – 2119 v.Chr.          | 1943 – 1916 v.Chr.          |
| Hán Zhuō     | 寒捉       | usurpator: behoort niet tot Xia-dynastie | 2118 – 2080 v.Chr.          | 1915 – 1876 v.Chr.          |
| Shǎo Kāng    | 少康       | zoon van Xiang                           | 2079 – 2058 v.Chr.          | 1875 – 1853 v.Chr.          |
| Zhù          | 杼         | zoon van Shao Kang                       | 2057 – 2041 v.Chr.          | 1852 – 1834 v.Chr.          |
| Huái         | 槐         | zoon van Zhu                             | 2040 – 2015 v.Chr.          | 1833 – 1790 v.Chr.          |
| Máng         | 芒         | zoon van Huai                            | 2014 – 1997 v.Chr.          | 1789 – 1731 v.Chr.          |
| Xiè          | 泄         | zoon van Mang                            | 1996 – 1981 v.Chr.          | 1730 – 1703 v.Chr.          |
| Bù Jiàng     | 不降       | zoon van Xie                             | 1980 – 1922 v.Chr.          | 1702 – 1644 v.Chr.          |
| Jiōng        | 扃         | broer van Bu Jiang                       | 1921 – 1901 v.Chr.          | 1643 – 1623 v.Chr.          |
| Jǐn / Yìnjiǎ | 廑 / 胤甲  | zoon van Jiong                           | 1900 – 1880 v.Chr.          | 1622 – 1613 v.Chr.          |
| Kǒng Jiǎ     | 孔甲       | zoon van Bu Jiang                        | 1879 – 1849 v.Chr.          | 1612 – 1602 v.Chr.          |
| Gāo          | 皋         | zoon van Kong Jia                        | 1848 – 1838 v.Chr.          | 1601 – 1597 v.Chr.          |
| Fā           | 發         | zoon van Gao                             | 1837 – 1819 v.Chr.          | 1596 – 1590 v.Chr.          |
| Jié / Lǚguǐ  | 桀 / 履癸  | zoon van Fa                              | 1818 – 1766 v.Chr.          | 1589 – 1558 v.Chr.          |

## Shang-dynastie
De Shang-dynastie is de eerste dynastie waarvan men zeker weet dat deze echt heeft bestaan. Over de data is ook hier onduidelijkheid. De traditionele data van de Shang-dynastie zijn van 1766 tot 1122 v.Chr, volgens de resultaten van de Chronologieproject Xia-Shang-Zhou zou dit 1600 tot 1046 v.Chr. moeten zijn.
De periode van de Shang-dynastie vanaf Pan Geng wordt vaak de Yin-dynastie (殷) genoemd, omdat hij de hoofdstad veranderde naar Yin.
| Persoonlijke naam | Persoonlijke naam | Regeernaam            | Regeernaam    | Tempelnaam | Tempelnaam | Regeerperiode (speculatief) | Regeerperiode (speculatief) |
| Persoonlijke naam | Persoonlijke naam | Regeernaam            | Regeernaam    | Tempelnaam | Tempelnaam | Traditionele chronologie    | Chronologie Xia-Shang-Zhou  |
| ----------------- | ----------------- | --------------------- | ------------- | ---------- | ---------- | --------------------------- | --------------------------- |
| Zi Lǚ             | 子履              | Tāng                  | 湯            | Tài Zǔ     | 太祖       | 1766 – 1742 v.Chr.          | 1600 – 1300 v.Chr.          |
| Zi Yǐ Diē         | 子以跌            | Dà Dīng / Tài Dīng    | 太丁 / 大丁   | -          | -          | 1741 v.Chr.                 | 1600 – 1300 v.Chr.          |
| Zi Shèng          | 子勝              | Wài Bǐng              | 外丙          | -          | -          | 1741 – 1734 v.Chr.          | 1600 – 1300 v.Chr.          |
| Zi Yōng           | 子庸              | Zhòng Rén             | 仲壬          | -          | -          | 1734 – 1730 v.Chr.          | 1600 – 1300 v.Chr.          |
| Zi Zhì            | 子至              | Tài Jiǎ               | 太甲          | Tàizōng    | 太宗       | 1753 – 1720 v.Chr.          | 1600 – 1300 v.Chr.          |
| Zi Xuàn           | 子绚              | Wò Dīng               | 沃丁          | -          | -          | 1720 – 1691 v.Chr.          | 1600 – 1300 v.Chr.          |
| Zi Biàn           | 子辨              | Tài Gēng              | 太庚          | -          | -          | 1691 – 1666 v.Chr.          | 1600 – 1300 v.Chr.          |
| Zi Gāo            | 子高              | Xiǎo Jiǎ              | 小甲          | -          | -          | 1666 – 1649 v.Chr.          | 1600 – 1300 v.Chr.          |
| Zi Dian / Zi Zhòu | 子佃 / 子伷       | Yōng Jǐ               | 雍己          | -          | -          | 1649 – 1637 v.Chr.          | 1600 – 1300 v.Chr.          |
| Zi Mì / Zi Zhòu   | 子密 / 子伷       | Tài Wù                | 太戊          | -          | -          | 1637 – 1562 v.Chr.          | 1600 – 1300 v.Chr.          |
| Zi Zhuāng         | 子庄              | Zhòng Dīng            | 仲丁          | -          | -          | 1562 – 1549 v.Chr.          | 1600 – 1300 v.Chr.          |
| Zi Fā             | 子发              | Wài Rén               | 外壬          | -          | -          | 1549 – 1534 v.Chr.          | 1600 – 1300 v.Chr.          |
| Zi Zhěng          | 子整              | Hé Dǎn Jiǎ / Jiān Jiǎ | 河亶甲 / 戔甲 | -          | -          | 1534 – 1526 v.Chr.          | 1600 – 1300 v.Chr.          |
| Zi Téng           | 子滕              | Zǔ Yǐ                 | 祖乙          | Zhōng Zōng | 中宗       | 1526 – 1507 v.Chr.          | 1600 – 1300 v.Chr.          |
| Zi Dàn            | 子旦              | Zǔ Xīn                | 祖辛          | -          | -          | 1507 – 1491 v.Chr.          | 1600 – 1300 v.Chr.          |
| Zi Yú             | 子逾              | Wò Jiǎ                | 沃甲          | -          | -          | 1491 – 1466 v.Chr.          | 1600 – 1300 v.Chr.          |
| Zi Xīn            | 子新              | Zǔ Dīng               | 祖丁          | -          | -          | 1466 – 1434 v.Chr.          | 1600 – 1300 v.Chr.          |
| Zi Gēng           | 子更              | Nán Gēng              | 南庚          | -          | -          | 1434 – 1409 v.Chr.          | 1600 – 1300 v.Chr.          |
| Zi Hé             | 子和              | Yáng Jiǎ              | 陽甲          | -          | -          | 1409 – 1402 v.Chr.          | 1600 – 1300 v.Chr.          |
| Zi Xún            | 子旬              | Pán Gēng              | 盤庚          | Shí Zǔ     | 世祖       | 1402 – 1374 v.Chr.          | 1300 – 1251 v.Chr.          |
| Zi Sòng           | 子颂              | Xiǎo Xīn              | 小辛          | -          | -          | 1374 – 1353 v.Chr.          | 1300 – 1251 v.Chr.          |
| Zi Liǎn           | 子敛              | Xiǎo Yǐ               | 小乙          | -          | -          | 1353 – 1325 v.Chr.          | 1300 – 1251 v.Chr.          |
| Zi Zhāo           | 子昭              | Wǔ Dīng               | 武丁          | Gāo Zōng   | 高宗       | 1325 – 1266 v.Chr.          | 1250 – 1191 v.Chr.          |
| Zi Zǔ Jǐ          | 子祖己            | Qiě Jǐ                | 且己          | -          | -          | 1266 – 1259 v.Chr.          | -                           |
| Zi Yuè            | 子躍              | Zǔ Gēng               | 祖庚          | -          | -          | 1259 – 1226 v.Chr.          | 1191 – 1147 v.Chr.          |
| Zi Zài            | 子载              | Zǔ Jiǎ                | 祖甲          | Shì Zōng   | 世宗       | 1226 v.Chr.                 | 1191 – 1147 v.Chr.          |
| Zi Xiān           | 子先              | Lǐn Xīn / Féng Xīn    | 廩辛 / 冯辛   | Jiǎ Zōng   | 甲宗       | 1226 – 1220 v.Chr.          | 1191 – 1147 v.Chr.          |
| Zi Xiāo           | 子嚣              | Kāng Dīng / Gēng Dīng | 康丁 / 庚丁   | Kāng Zǔ    | 康祖       | 1220 – 1199 v.Chr.          | 1191 – 1147 v.Chr.          |
| Zi Qú             | 子瞿              | Wǔ Yǐ                 | 武乙          | Wǔ Zǔ      | 武祖       | 1199 – 1195 v.Chr.          | 1147 – 1112 v.Chr.          |
| Zi Tuō            | 子托              | Wén Dīng / Tài Dīng   | 文丁 / 太丁   | -          | -          | 1195 – 1192 v.Chr.          | 1112 – 1101 v.Chr.          |
| Zi Xiàn           | 子羡              | Dì Yǐ                 | 帝乙          | -          | -          | 1192 – 1155 v.Chr.          | 1101 – 1075 v.Chr.          |
| Zi Shòu           | 子受              | Dì Xīn                | 帝辛          | -          | -          | 1155 – 1122 v.Chr.          | 1075 – 1046 v.Chr.          |

## Zhou-dynastie
De Zhou-dynastie is een dynastie die gekenmerkt wordt door de feodale verhoudingen, die doen denken aan middeleeuws Europa. Hierdoor hadden de koningen uit deze dynastie feitelijk weinig en steeds minder macht over de leenmannen en de gebieden buiten wat men het Koninklijk Gebied ging noemen. Uiteindelijk zou de Qin, de dynastie die de Zhou op zou volgen, de Zhou afzetten in 256 v.Chr. In feite was de Zhou tegen die tijd niet belangrijk meer.
De eerste datum waarvan men zeker is, is de afzetting van koning Li, in 841 v.Chr. De conventie voor het noemen van de koningen uit deze dynastie is: Zhou + postume naam.
De Zhou-dynastie regeerde van ca. 1046 – 256 v.Chr., en wordt meestal opgedeeld in:
- De Westelijke Zhou-dynastie, ca. 1046 – 771 v.Chr.
- De Oostelijke Zhou-dynastie, 770 – 256 v.Chr., nog eens opgedeeld in:
  - De Periode van Lente en Herfst, 770 – 476 v.Chr.
  - De Periode van de Strijdende Staten, 475 – 221 v.Chr.

| Persoonlijke naam                                   | Persoonlijke naam  | Postume naam       | Postume naam | Regeerperiode      |
| --------------------------------------------------- | ------------------ | ------------------ | ------------ | ------------------ |
| Westelijke Zhou-dynastie (ca. 1046 – 771 v.Chr.)    |                    |                    |              |                    |
| Jī Fā                                               | 姬發               | Wǔwáng             | 武王         | 1046 – 1043 v.Chr. |
| Jī Sòng                                             | 姬誦               | Chéngwáng          | 成王         | 1042 – 1021 v.Chr. |
| Jī Zhāo                                             | 姬釗               | Kāngwáng           | 康王         | 1020 – 996 v.Chr.  |
| Jī Xiá                                              | 姬瑕               | Zhāowáng           | 昭王         | 995 – 977 v.Chr.   |
| Jī Mǎn                                              | 姬滿               | Mùwáng             | 穆王         | 976 – 922 v.Chr.   |
| Jī Yīhù                                             | 姬繄扈             | Gòngwáng           | 共王         | 922 – 900 v.Chr.   |
| Jī Jiān                                             | 姬囏               | Yìwáng             | 懿王         | 899 – 892 v.Chr.   |
| Jī Bìfāng                                           | 姬辟方             | Xìaowáng           | 孝王         | 891 – 886 v.Chr.   |
| Jī Xie                                              | 姬燮               | Yíwáng             | 夷王         | 885 – 878 v.Chr.   |
| Jī Hú                                               | 姬胡               | Lìwáng             | 厲王         | 877 – 841 v.Chr.   |
| Gònghé-regentschap                                  | Gònghé-regentschap | Gònghé-regentschap | 共和         | 841 – 828 v.Chr.   |
| Jī Jìng                                             | 姬靜               | Xuānwáng           | 宣王         | 827 – 782 v.Chr.   |
| Jī Gōngshēng / Jī Gōngniè                           | 姬宮湦 / 姬宮涅    | Yōuwáng            | 幽王         | 781 – 771 v.Chr.   |
| Oostelijke Zhou-dynastie (770 – 256 v.Chr.)         |                    |                    |              |                    |
| Periode van Lente en Herfst (770 – 476 v.Chr.)      |                    |                    |              |                    |
| Jī Yíjiù                                            | 姬宜臼             | Píngwáng           | 平王         | 770 – 720 v.Chr.   |
| Jī Lín                                              | 姬林               | Húanwáng           | 桓王         | 719 – 697 v.Chr.   |
| Jī Tuó                                              | 姬佗               | Zhuāngwáng         | 莊王         | 696 – 682 v.Chr.   |
| Jī Húqí                                             | 姬胡齊             | Xīwáng             | 釐王         | 681 – 677 v.Chr.   |
| Jī Làng                                             | 姬閬               | Huìwáng            | 惠王         | 676 – 652 v.Chr.   |
| Jī Zhèng                                            | 姬鄭               | Xiāngwáng          | 襄王         | 651 – 619 v.Chr.   |
| Jī Rénchén                                          | 姬壬臣             | Qǐngwáng           | 頃王         | 618 – 613 v.Chr.   |
| Jī Bān                                              | 姬班               | Kuāngwáng          | 匡王         | 612 – 607 v.Chr.   |
| Jī Yú                                               | 姬瑜               | Dìngwáng           | 定王         | 606 – 586 v.Chr.   |
| Jī Yí                                               | 姬夷               | Jiǎnwáng           | 簡王         | 585 – 572 v.Chr.   |
| Jī Xìexīn                                           | 姬泄心             | Língwáng           | 靈王         | 571 – 545 v.Chr.   |
| Jī Guì                                              | 姬貴               | Jǐngwáng           | 景王         | 544 – 521 v.Chr.   |
| Jī Měng                                             | 姬猛               | Dàowáng            | 悼王         | 520 v.Chr.         |
| Jī Gài                                              | 姬丐               | Jìngwáng           | 敬王         | 519 – 476 v.Chr.   |
| Periode van de Strijdende Staten (475 – 221 v.Chr.) |                    |                    |              |                    |
| Jī Rén                                              | 姬仁               | Yuánwáng           | 元王         | 475 – 469 v.Chr.   |
| Jī Jiè                                              | 姬介               | Zhēndìngwáng       | 貞定王       | 468 – 442 v.Chr.   |
| Jī Qùjí                                             | 姬去疾             | Āiwáng             | 哀王         | 441 v.Chr.         |
| Jī Shū                                              | 姬叔               | Sīwáng             | 思王         | 441 v.Chr.         |
| Jī Wéi                                              | 姬嵬               | Kǎowáng            | 考王         | 440 – 426 v.Chr.   |
| Jī Wǔ                                               | 姬午               | Wēilièwáng         | 威烈王       | 425 – 402 v.Chr.   |
| Jī Jiāo                                             | 姬驕               | Ānwáng             | 安王         | 401 – 376 v.Chr.   |
| Jī Xǐ                                               | 姬喜               | Lièwáng            | 烈王         | 375 – 369 v.Chr.   |
| Jī Biǎn                                             | 姬扁               | Xiǎnwáng           | 顯王         | 368 – 321 v.Chr.   |
| Jī Dìng                                             | 姬定               | Shènjìngwáng       | 慎靚王       | 320 – 315 v.Chr.   |
| Jī Yan                                              | 姬延               | Nǎnwáng            | 赧王         | 314 – 256 v.Chr.   |
| Jī Jié                                              | 姬杰               | Hùiwáng            | 惠王         | 255 – 249 v.Chr.   |

## Qin-dynastie(255 – 207 v.Chr.)
Koning Zhaoxiang van de staat Qin zat al 51 jaar op de troon toen hij de Zhou-dynastie vernietigde, maar de andere zes koninkrijken waren toen nog steeds politiek onafhankelijk. Historici gebruiken het daarop volgende jaar als begin van de Qin-dynastie, Qin Zhaoxiang Wang zat toen dus 52 jaar op de troon. Qin Shi Huang, die China onder zijn bewind verenigde, was de eerste Chinese soeverein die zichzelf uitriep tot Keizer, waarmee dit het begin is van het Chinese Keizerrijk.
De Qin-dynastie hield echter niet lang stand door de tirannie van de Tweede Keizer, Er Shi. Nadat hij werd vermoord nam opvolger Ziying dan ook niet de titel Keizer aan, maar weer koning. Door een opstand zou de Qin-dynastie in de winter van 207 v.Chr. aan zijn einde komen.
| Regeernaam              | Regeernaam      | Persoonlijke naam | Persoonlijke naam | Regeerperiode    |
| ----------------------- | --------------- | ----------------- | ----------------- | ---------------- |
| Zhāoxiāng Wáng          | 昭襄王          | Yíng Zé / Yíng Jì | 嬴則 / 嬴稷       | 255 – 250 v.Chr. |
| Xiào Wénwáng            | 孝文王          | Yíng Zhù          | 嬴柱              | 250 v.Chr.       |
| Zhuāngxiāng Wáng        | 莊襄王          | Yíng Zǐchǔ        | 嬴子楚            | 249 – 247 v.Chr. |
| Shǐ Huángdì             | 始皇帝          | Yíng Zhèng        | 嬴政              | 246 – 210 v.Chr. |
| Èr Shì                  | 二世皇帝        | Yíng Húhài        | 嬴胡亥            | 209 – 207 v.Chr. |
| Wáng Ziyīng (/ Sán Shì) | 王子嬰 (/ 三世) | Yíng Ziyīng       | 嬴子嬰            | 207 v.Chr.       |

## Han-dynastie(206 v.Chr. – 220 n.Chr.)
De Han-dynastie zou uiteindelijk de macht grijpen na de val van de Qin-dynastie. Deze behield veel van de bestuurlijke structuur van de Qin, maar had wel een centralistischer karakter. De Han-dynastie wordt in twee periodes opgedeeld: de Westelijke Han-dynastie van 206 v.Chr. – 8 n.Chr., en de Oostelijke Han-dynastie van 25 – 220 n.Chr. Deze twee periodes worden onderbroken door de Xin-dynastie van Wang Mang, die de macht van de Han greep, maar na de dood van Wang Mang werd de Han-dynastie weer hersteld. Na boerenprotesten in 220 n.Chr. zou het Han-rijk uit elkaar vallen in de Drie Koninkrijken, de volgende periode in de Chinese geschiedenis.
| Postume naam                                   | Postume naam    | Persoonlijke naam     | Persoonlijke naam | Regeerperiode       | Jaartitel        | Jaartitel | Jaartitellengte        |
| ---------------------------------------------- | --------------- | --------------------- | ----------------- | ------------------- | ---------------- | --------- | ---------------------- |
| Westelijke Han-dynastie (206 v.Chr. – 8 n.Chr) |                 |                       |                   |                     |                  |           |                        |
| Gāozǔ                                          | 高祖            | Liú Bāng              | 劉邦              | 206 – 195 v.Chr.    | –                | –         | –                      |
| Huìdì                                          | 惠帝            | Liú Yíng              | 劉盈              | 194 – 188 v.Chr.    | –                | –         | –                      |
| Qiánshàodì                                     | 少帝            | Liú Gōng              | 劉恭              | 188 – 184 v.Chr.    | –                | –         | –                      |
| Hòushàodì                                      | 少帝            | Liú Hóng              | 劉弘              | 184 – 180 v.Chr.    | –                | –         | –                      |
| Wéndì                                          | 文帝            | Liú Héng              | 劉恆              | 179 – 157 v.Chr.    | Hòuyuán          | 後元      | 163 – 156 v.Chr.       |
| Jǐngdì                                         | 景帝            | Liú Qǐ                | 劉啟              | 156 – 141 v.Chr.    | Zhōngyuán        | 中元      | 149 – 143 v.Chr.       |
| Jǐngdì                                         | 景帝            | Liú Qǐ                | 劉啟              | 156 – 141 v.Chr.    | Hòuyuán          | 後元      | 143 – 141 v.Chr.       |
| Wǔdì                                           | 武帝            | Liú Chè               | 劉徹              | 140 – 87 v.Chr.     | Jiànyuán         | 建元      | 140 – 135 v.Chr.       |
| Wǔdì                                           | 武帝            | Liú Chè               | 劉徹              | 140 – 87 v.Chr.     | Yuánguāng        | 元光      | 134 – 129 v.Chr.       |
| Wǔdì                                           | 武帝            | Liú Chè               | 劉徹              | 140 – 87 v.Chr.     | Yuánshuò         | 元朔      | 128 – 123 v.Chr.       |
| Wǔdì                                           | 武帝            | Liú Chè               | 劉徹              | 140 – 87 v.Chr.     | Yuánshòu         | 元狩      | 122 – 117 v.Chr.       |
| Wǔdì                                           | 武帝            | Liú Chè               | 劉徹              | 140 – 87 v.Chr.     | Yuándǐng         | 元鼎      | 116 – 111 v.Chr.       |
| Wǔdì                                           | 武帝            | Liú Chè               | 劉徹              | 140 – 87 v.Chr.     | Yuánfēng         | 元封      | 110 – 105 v.Chr.       |
| Wǔdì                                           | 武帝            | Liú Chè               | 劉徹              | 140 – 87 v.Chr.     | Tàichū           | 太初      | 104 – 101 v.Chr.       |
| Wǔdì                                           | 武帝            | Liú Chè               | 劉徹              | 140 – 87 v.Chr.     | Tiānhàn          | 天漢      | 100 – 97 v.Chr.        |
| Wǔdì                                           | 武帝            | Liú Chè               | 劉徹              | 140 – 87 v.Chr.     | Tàishǐ           | 太始      | 96 – 93 v.Chr.         |
| Wǔdì                                           | 武帝            | Liú Chè               | 劉徹              | 140 – 87 v.Chr.     | Zhēnghé          | 征和      | 92 – 89 v.Chr.         |
| Wǔdì                                           | 武帝            | Liú Chè               | 劉徹              | 140 – 87 v.Chr.     | Hòuyuán          | 後元      | 88 – 87 v.Chr.         |
| Zhāodì                                         | 昭帝            | Liú Fúlíng            | 劉弗陵            | 86 – 74 v.Chr.      | Shǐyuán          | 始元      | 86 – 80 v.Chr.         |
| Zhāodì                                         | 昭帝            | Liú Fúlíng            | 劉弗陵            | 86 – 74 v.Chr.      | Yuánfèng         | 元鳳      | 80 – 75 v.Chr.         |
| Zhāodì                                         | 昭帝            | Liú Fúlíng            | 劉弗陵            | 86 – 74 v.Chr.      | Yuánpíng         | 元平      | 74 v.Chr.              |
| Vorst He van Changyi                           | 昌邑王 / 海昏侯 | Liú Hè                | 劉賀              | 74 v.Chr.           | Yuánpíng         | 元平      | 74 v.Chr.              |
| Xuāndì                                         | 宣帝            | Liú Xún / Liú Bìngyǐ  | 劉詢 / 劉病已     | 73 – 49 v.Chr.      | Běnshǐ           | 本始      | 73 – 70 v.Chr.         |
| Xuāndì                                         | 宣帝            | Liú Xún / Liú Bìngyǐ  | 劉詢 / 劉病已     | 73 – 49 v.Chr.      | Dìjié            | 地節      | 69 – 66 v.Chr.         |
| Xuāndì                                         | 宣帝            | Liú Xún / Liú Bìngyǐ  | 劉詢 / 劉病已     | 73 – 49 v.Chr.      | Yuánkāng         | 元康      | 65 – 61 v.Chr.         |
| Xuāndì                                         | 宣帝            | Liú Xún / Liú Bìngyǐ  | 劉詢 / 劉病已     | 73 – 49 v.Chr.      | Shénjué          | 神爵      | 61 – 58 v.Chr.         |
| Xuāndì                                         | 宣帝            | Liú Xún / Liú Bìngyǐ  | 劉詢 / 劉病已     | 73 – 49 v.Chr.      | Wǔfèng           | 五鳳      | 57 – 54 v.Chr.         |
| Xuāndì                                         | 宣帝            | Liú Xún / Liú Bìngyǐ  | 劉詢 / 劉病已     | 73 – 49 v.Chr.      | Gānlù            | 甘露      | 53 – 50 v.Chr.         |
| Xuāndì                                         | 宣帝            | Liú Xún / Liú Bìngyǐ  | 劉詢 / 劉病已     | 73 – 49 v.Chr.      | Huánglóng        | 黃龍      | 49 v.Chr.              |
| Yuándì                                         | 元帝            | Liú Shì               | 劉奭              | 48 – 33 v.Chr.      | Chūyuán          | 初元      | 48 – 44 v.Chr.         |
| Yuándì                                         | 元帝            | Liú Shì               | 劉奭              | 48 – 33 v.Chr.      | Yǒngguāng        | 永光      | 43 – 39 v.Chr.         |
| Yuándì                                         | 元帝            | Liú Shì               | 劉奭              | 48 – 33 v.Chr.      | Jiànzhāo         | 建昭      | 38 – 34 v.Chr.         |
| Yuándì                                         | 元帝            | Liú Shì               | 劉奭              | 48 – 33 v.Chr.      | Jìngníng         | 竟寧      | 33 v.Chr.              |
| Chéngdì                                        | 成帝            | Liú Ào                | 劉驁              | 32 – 7 v.Chr.       | Jiànshǐ          | 建始      | 32 – 28 v.Chr.         |
| Chéngdì                                        | 成帝            | Liú Ào                | 劉驁              | 32 – 7 v.Chr.       | Hépíng           | 河平      | 28 – 25 v.Chr.         |
| Chéngdì                                        | 成帝            | Liú Ào                | 劉驁              | 32 – 7 v.Chr.       | Yángshuò         | 陽朔      | 24 – 21 v.Chr.         |
| Chéngdì                                        | 成帝            | Liú Ào                | 劉驁              | 32 – 7 v.Chr.       | Hóngjiā          | 鴻嘉      | 20 – 17 v.Chr.         |
| Chéngdì                                        | 成帝            | Liú Ào                | 劉驁              | 32 – 7 v.Chr.       | Yǒngshǐ          | 永始      | 16 – 13 v.Chr.         |
| Chéngdì                                        | 成帝            | Liú Ào                | 劉驁              | 32 – 7 v.Chr.       | Yuányán          | 元延      | 12 – 9 v.Chr.          |
| Chéngdì                                        | 成帝            | Liú Ào                | 劉驁              | 32 – 7 v.Chr.       | Suīhé            | 綏和      | 8 – 7 v.Chr.           |
| Āidì                                           | 哀帝            | Liú Xīn               | 劉欣              | 6 – 1 v.Chr.        | Jiànpíng         | 建平      | 6 – 3 v.Chr.           |
| Āidì                                           | 哀帝            | Liú Xīn               | 劉欣              | 6 – 1 v.Chr.        | Yuánshòu         | 元壽      | 2 – 1 v.Chr.           |
| Píngdì                                         | 平帝            | Liú Kàn               | 劉衎              | 1 v.Chr. – 6 n.Chr. | Yuánshòu         | 元壽      | 2 – 1 v.Chr.           |
| Píngdì                                         | 平帝            | Liú Kàn               | 劉衎              | 1 v.Chr. – 6 n.Chr. | Yuánshǐ          | 元始      | 1 – 6 n.Chr.           |
| Rúzǐ                                           | 孺子            | Liú Yīng              | 劉嬰              | 6 – 9 n.Chr.        | Jùshè            | 居攝      | 6 – okt. 8 n.Chr.      |
| Rúzǐ                                           | 孺子            | Liú Yīng              | 劉嬰              | 6 – 9 n.Chr.        | Chūshǐ           | 初始      | nov. 8 – jan. 9 n.Chr. |
| Xin-dynastie (9 – 23 n.Chr.)                   |                 |                       |                   |                     |                  |           |                        |
| –                                              | –               | Wáng Mǎng             | 王莽              | 9 – 23              | Shǐjiànguó       | 始建國    | 9 – 13                 |
| –                                              | –               | Wáng Mǎng             | 王莽              | 9 – 23              | Tiānfēng         | 天鳳      | 14 – 19                |
| –                                              | –               | Wáng Mǎng             | 王莽              | 9 – 23              | Dìhuáng          | 地皇      | 20 – 23                |
| Voortzetting Han-dynastie                      |                 |                       |                   |                     |                  |           |                        |
| Gèngshǐdì                                      | 更始帝          | Liú Xuán              | 劉玄              | 23 – 25             | Gēngshǐ          | 更始      | 23 – 25                |
| Oostelijke Han-dynastie (25 – 220 n.Chr.)      |                 |                       |                   |                     |                  |           |                        |
| Guāngwǔdì                                      | 光武帝          | Liú Xiù               | 劉秀              | 25 – 57             | Jiànwǔ           | 建武      | 25 – 56                |
| Guāngwǔdì                                      | 光武帝          | Liú Xiù               | 劉秀              | 25 – 57             | Jiànwǔzhongōyuán | 建武中元  | 56 – 57                |
| Míngdì                                         | 明帝            | Liú Yáng / Liú Zhuāng | 劉陽 / 劉莊       | 58 – 75             | Yǒngpíng         | 永平      | 58 – 75                |
| Zhāngdì                                        | 章帝            | Liú Dá                | 劉炟              | 76 – 88             | Jiànchū          | 建初      | 76 – 84                |
| Zhāngdì                                        | 章帝            | Liú Dá                | 劉炟              | 76 – 88             | Yuánhé           | 元和      | 84 – 87                |
| Zhāngdì                                        | 章帝            | Liú Dá                | 劉炟              | 76 – 88             | Zhānghé          | 章和      | 87 – 88                |
| Hédì                                           | 和帝            | Liú Zhào              | 劉肇              | 89 – 105            | Yǒngyuán         | 永元      | 89 – 105               |
| Hédì                                           | 和帝            | Liú Zhào              | 劉肇              | 89 – 105            | Yuánxīng         | 元興      | 9 maanden in 105       |
| Shāngdì                                        | 殤帝            | Liú Lóng              | 劉隆              | 106                 | Yánpíng          | 延平      | 106                    |
| Āndì                                           | 安帝            | Liú Hù                | 劉祜              | 106 – 125           | Yǒngchū          | 永初      | 107 – 113              |
| Āndì                                           | 安帝            | Liú Hù                | 劉祜              | 106 – 125           | Yuánchū          | 元初      | 114 – 120              |
| Āndì                                           | 安帝            | Liú Hù                | 劉祜              | 106 – 125           | Yǒngníng         | 永寧      | 120 – 121              |
| Āndì                                           | 安帝            | Liú Hù                | 劉祜              | 106 – 125           | Jiànguāng        | 建光      | 121 – 122              |
| Āndì                                           | 安帝            | Liú Hù                | 劉祜              | 106 – 125           | Yánguāng         | 延光      | 122 – 125              |
| Markgraaf van Beixiang                         | 少帝 / 北鄉侯   | Liú Yì                | 劉懿              | 125                 | Yánguāng         | 延光      | 122 – 125              |
| Shùndì                                         | 順帝            | Liú Bǎo               | 劉保              | 125 – 144           | Yǒngjiàn         | 永建      | 126 – 132              |
| Shùndì                                         | 順帝            | Liú Bǎo               | 劉保              | 125 – 144           | Yángjiā          | 陽嘉      | 132 – 135              |
| Shùndì                                         | 順帝            | Liú Bǎo               | 劉保              | 125 – 144           | Yǒnghé           | 永和      | 136 – 141              |
| Shùndì                                         | 順帝            | Liú Bǎo               | 劉保              | 125 – 144           | Hàn'ān           | 漢安      | 142 – 144              |
| Shùndì                                         | 順帝            | Liú Bǎo               | 劉保              | 125 – 144           | Jiànkāng         | 建康      | 144                    |
| Chōngdì                                        | 沖帝            | Liú Bǐng              | 劉炳              | 144 – 145           | Yōngxī           | 永嘉      | 145                    |
| Zhídì                                          | 質帝            | Liú Zǔan              | 劉纘              | 145 – 146           | Běnchū           | 本初      | 146                    |
| Huándì                                         | 桓帝            | Liú Zhì               | 劉志              | 146 – 168           | Jiànhé           | 建和      | 147 – 149              |
| Huándì                                         | 桓帝            | Liú Zhì               | 劉志              | 146 – 168           | Hépíng           | 和平      | 150                    |
| Huándì                                         | 桓帝            | Liú Zhì               | 劉志              | 146 – 168           | Yuánjiā          | 元嘉      | 151 – 153              |
| Huándì                                         | 桓帝            | Liú Zhì               | 劉志              | 146 – 168           | Yǒngxīng         | 永興      | 153 – 154              |
| Huándì                                         | 桓帝            | Liú Zhì               | 劉志              | 146 – 168           | Yǒngshòu         | 永壽      | 155 – 158              |
| Huándì                                         | 桓帝            | Liú Zhì               | 劉志              | 146 – 168           | Yánxī            | 延熹      | 158 – 167              |
| Huándì                                         | 桓帝            | Liú Zhì               | 劉志              | 146 – 168           | Yǒngkāng         | 永康      | 167                    |
| Língdì                                         | 靈帝            | Liú Hóng              | 劉宏              | 168 – 189           | Jiànníng         | 建寧      | 168 – 172              |
| Língdì                                         | 靈帝            | Liú Hóng              | 劉宏              | 168 – 189           | Xīpíng           | 熹平      | 172 – 178              |
| Língdì                                         | 靈帝            | Liú Hóng              | 劉宏              | 168 – 189           | Guānghé          | 光和      | 178 – 184              |
| Língdì                                         | 靈帝            | Liú Hóng              | 劉宏              | 168 – 189           | Zhōngpíng        | 中平      | 184 – 189              |
| Shǎodì                                         | 少帝 / 弘農王   | Liú Biàn              | 劉辯              | mei – sep. 189      | Guīngxī          | 光熹      | 189                    |
| Shǎodì                                         | 少帝 / 弘農王   | Liú Biàn              | 劉辯              | mei – sep. 189      | Zhàoníng         | 昭寧      | 189                    |
| Xiàndì                                         | 獻帝            | Liú Xié               | 劉協              | 189 – 220           | Yǒnghàn          | 永漢      | 189                    |
| Xiàndì                                         | 獻帝            | Liú Xié               | 劉協              | 189 – 220           | Chūpíng          | 初平      | 190 – 193              |
| Xiàndì                                         | 獻帝            | Liú Xié               | 劉協              | 189 – 220           | Xīngpíng         | 興平      | 194 – 195              |
| Xiàndì                                         | 獻帝            | Liú Xié               | 劉協              | 189 – 220           | Jiàn'ān          | 建安      | 196 – 220              |
| Xiàndì                                         | 獻帝            | Liú Xié               | 劉協              | 189 – 220           | Yánkāng          | 延康      | 220                    |

## Periode van de Drie Koninkrijken(220 – 280)
De Drie Koninkrijken is een periode waarin China verdeeld was in drie afzonderlijke koninkrijken: Wei, Shu(-Han) en Wu. Deze periode geldt als een van de bloederigste periodes in de Chinese geschiedenis vanwege de vele oorlogen tussen de drie, iets dat kan worden opgemaakt uit de volkstellingen van de voorgaande Oostelijke Han-dynastie, en de opvolgende Westelijke Jin-dynastie.
| Postume naam                     | Postume naam | Persoonlijke naam | Persoonlijke naam | Regeerperiode | Jaartitel met jaartallen | Jaartitel met jaartallen | Jaartitel met jaartallen |
| -------------------------------- | ------------ | ----------------- | ----------------- | ------------- | ------------------------ | ------------------------ | ------------------------ |
| Koninkrijk Wei (220 – 265)       |              |                   |                   |               |                          |                          |                          |
| Wéndì                            | 文帝         | Cáo Pī            | 曹丕              | 220 – 226     | Huángchū                 | 黃初                     | 220 – 226                |
| Míngdì                           | 明帝         | Cáo Ruì           | 曹叡              | 226 – 239     | Tàihé                    | 太和                     | 227 – 233                |
| Míngdì                           | 明帝         | Cáo Ruì           | 曹叡              | 226 – 239     | Qīnglóng                 | 青龍                     | 233 – 237                |
| Míngdì                           | 明帝         | Cáo Ruì           | 曹叡              | 226 – 239     | Jǐngchū                  | 景初                     | 237 – 239                |
| Qíwáng                           | 齊王         | Cáo Fāng          | 曹芳              | 239 – 254     | Zhèngshǐ                 | 正始                     | 240 – 249                |
| Qíwáng                           | 齊王         | Cáo Fāng          | 曹芳              | 239 – 254     | Jiāpíng                  | 嘉平                     | 249 – 254                |
| Gāoguìxiāng Gōng                 | 高貴鄉公     | Cáo Máo           | 曹髦              | 254 – 260     | Zhèngyuán                | 正元                     | 254 – 256                |
| Gāoguìxiāng Gōng                 | 高貴鄉公     | Cáo Máo           | 曹髦              | 254 – 260     | Gānlù                    | 甘露                     | 256 – 260                |
| Yuándì                           | 元帝         | Cáo Huàn          | 曹奐              | 260 – 265     | Jǐngyuán                 | 景元                     | 260 – 264                |
| Yuándì                           | 元帝         | Cáo Huàn          | 曹奐              | 260 – 265     | Xiánxī                   | 咸熙                     | 264 – 265                |
| Koninkrijk Shu(-Han) (221 – 263) |              |                   |                   |               |                          |                          |                          |
| Zhāolièdì                        | 昭烈帝       | Liú Bèi           | 劉備              | 221 – 223     | Zhāngwǔ                  | 章武                     | 221 – 223                |
| Hòuzhǔ                           | 後主         | Liú Shán          | 劉禪              | 223 – 263     | Jiànxīng                 | 建興                     | 223 – 237                |
| Hòuzhǔ                           | 後主         | Liú Shán          | 劉禪              | 223 – 263     | Yánxī                    | 延熙                     | 238 – 257                |
| Hòuzhǔ                           | 後主         | Liú Shán          | 劉禪              | 223 – 263     | Jǐngyào                  | 景耀                     | 258 – 263                |
| Hòuzhǔ                           | 後主         | Liú Shán          | 劉禪              | 223 – 263     | Yánxīng                  | 炎興                     | 263                      |
| Koninkrijk Wu (222 – 280)        |              |                   |                   |               |                          |                          |                          |
| Dàdì                             | 大帝         | Sūn Quán          | 孫權              | 222 – 252     | Huángwǔ                  | 黃武                     | 222 – 229                |
| Dàdì                             | 大帝         | Sūn Quán          | 孫權              | 222 – 252     | Huánglóng                | 黃龍                     | 229 – 231                |
| Dàdì                             | 大帝         | Sūn Quán          | 孫權              | 222 – 252     | Jiǎhé                    | 嘉禾                     | 232 – 238                |
| Dàdì                             | 大帝         | Sūn Quán          | 孫權              | 222 – 252     | Chìwū                    | 赤烏                     | 238 – 251                |
| Dàdì                             | 大帝         | Sūn Quán          | 孫權              | 222 – 252     | Tàiyuán                  | 太元                     | 251 – 252                |
| Dàdì                             | 大帝         | Sūn Quán          | 孫權              | 222 – 252     | Shénfèng                 | 神鳳                     | 252                      |
| Kuàijīwáng                       | 會稽王       | Sūn Liàng         | 孫亮              | 252 – 258     | Jiànxīng                 | 建興                     | 252 – 253                |
| Kuàijīwáng                       | 會稽王       | Sūn Liàng         | 孫亮              | 252 – 258     | Wǔfèng                   | 五鳳                     | 254 – 256                |
| Kuàijīwáng                       | 會稽王       | Sūn Liàng         | 孫亮              | 252 – 258     | Tàipíng                  | 太平                     | 256 – 258                |
| Jǐngdì                           | 景帝         | Sūn Xiū           | 孫休              | 258 – 264     | Yǒngān                   | 永安                     | 258 – 264                |
| Wūchénghóu                       | 烏程侯       | Sūn Hào           | 孫皓              | 264 – 280     | Yuánxīng                 | 元興                     | 264 – 265                |
| Wūchénghóu                       | 烏程侯       | Sūn Hào           | 孫皓              | 264 – 280     | Gānlù                    | 甘露                     | 265 – 266                |
| Wūchénghóu                       | 烏程侯       | Sūn Hào           | 孫皓              | 264 – 280     | Bǎodǐng                  | 寶鼎                     | 266 – 269                |
| Wūchénghóu                       | 烏程侯       | Sūn Hào           | 孫皓              | 264 – 280     | Jiànhéng                 | 建衡                     | 269 – 271                |
| Wūchénghóu                       | 烏程侯       | Sūn Hào           | 孫皓              | 264 – 280     | Fènghuáng                | 鳳凰                     | 272 – 274                |
| Wūchénghóu                       | 烏程侯       | Sūn Hào           | 孫皓              | 264 – 280     | Tiāncè                   | 天冊                     | 275 – 276                |
| Wūchénghóu                       | 烏程侯       | Sūn Hào           | 孫皓              | 264 – 280     | Tiānxǐ                   | 天璽                     | 276                      |
| Wūchénghóu                       | 烏程侯       | Sūn Hào           | 孫皓              | 264 – 280     | Tiānjì                   | 天紀                     | 277 – 280                |

## Jin-dynastie(265 – 420)
De Jin-dynastie werd opgericht door Sima Yan, die Wei-koning Cao Huan afzette. Na de overwinning op Wu in 280 was er weer eenheid in China, al was dit van korte duur: de Jin bleek niet bestand tegen de invasie van barbaren na de verwoestende Oorlog van de Acht Prinsen, waardoor de Jin uiteindelijk Noord-China kwijtraakte en naar het zuiden vluchtte. Hierdoor ontstond de situatie dat Noord-China verdeeld was in verschillende koninkrijken en Zuid-China werd geregeerd door de Oostelijke Jin-dynastie. In 420 zou de Jin-dynastie ophouden te bestaan en worden opgevolgd door de Zuidelijke en Noordelijke Dynastieën.
| Postume naam                        | Postume naam | Persoonlijke naam | Persoonlijke naam | Regeerperiode | Jaartitel met jaartallen | Jaartitel met jaartallen | Jaartitel met jaartallen |
| ----------------------------------- | ------------ | ----------------- | ----------------- | ------------- | ------------------------ | ------------------------ | ------------------------ |
| Westelijke Jin-dynastie (265 – 317) |              |                   |                   |               |                          |                          |                          |
| Wǔdì                                | 武帝         | Sīmǎ Yán          | 司馬炎            | 265 – 290     | Tàishǐ                   | 泰始                     | 265 – 274                |
| Wǔdì                                | 武帝         | Sīmǎ Yán          | 司馬炎            | 265 – 290     | Xiánníng                 | 咸寧                     | 275 – 280                |
| Wǔdì                                | 武帝         | Sīmǎ Yán          | 司馬炎            | 265 – 290     | Tàikāng                  | 太康                     | 280 – 289                |
| Wǔdì                                | 武帝         | Sīmǎ Yán          | 司馬炎            | 265 – 290     | Tàixī                    | 太熙                     | 290                      |
| Huìdì                               | 惠帝         | Sīmǎ Zhōng        | 司馬衷            | 290 – 306     | Yǒngxī                   | 永熙                     | 290                      |
| Huìdì                               | 惠帝         | Sīmǎ Zhōng        | 司馬衷            | 290 – 306     | Yǒngpíng                 | 永平                     | 291                      |
| Huìdì                               | 惠帝         | Sīmǎ Zhōng        | 司馬衷            | 290 – 306     | Yuánkāng                 | 元康                     | 291 – 299                |
| Huìdì                               | 惠帝         | Sīmǎ Zhōng        | 司馬衷            | 290 – 306     | Yǒngkāng                 | 永康                     | 300 – 301                |
| Huìdì                               | 惠帝         | Sīmǎ Zhōng        | 司馬衷            | 290 – 306     | Yǒngníng                 | 永寧                     | 301 – 302                |
| Huìdì                               | 惠帝         | Sīmǎ Zhōng        | 司馬衷            | 290 – 306     | Tàiān                    | 太安                     | 302 – 303                |
| Huìdì                               | 惠帝         | Sīmǎ Zhōng        | 司馬衷            | 290 – 306     | Yǒngān                   | 永安                     | 304                      |
| Huìdì                               | 惠帝         | Sīmǎ Zhōng        | 司馬衷            | 290 – 306     | Jiànwǔ                   | 建武                     | 304                      |
| Huìdì                               | 惠帝         | Sīmǎ Zhōng        | 司馬衷            | 290 – 306     | Yǒngān                   | 永安                     | 304                      |
| Huìdì                               | 惠帝         | Sīmǎ Zhōng        | 司馬衷            | 290 – 306     | Yǒngxīng                 | 永興                     | 304 – 306                |
| Huìdì                               | 惠帝         | Sīmǎ Zhōng        | 司馬衷            | 290 – 306     | Guāngxī                  | 光熙                     | 306                      |
| Huáidì                              | 懷帝         | Sīmǎ Chì          | 司馬熾            | 307 – 311     | Yǒngjiā                  | 永嘉                     | 307 – 313                |
| Mǐndì                               | 愍帝         | Sīmǎ Yè           | 司馬鄴            | 313 – 317     | Jiànxīng                 | 建興                     | 313 – 317                |
| Oostelijke Jin-dynastie (317 – 420) |              |                   |                   |               |                          |                          |                          |
| Yuándì                              | 元帝         | Sīmǎ Ruì          | 司馬睿            | 317 – 322     | Jiànwǔ                   | 建武                     | 317 – 318                |
| Yuándì                              | 元帝         | Sīmǎ Ruì          | 司馬睿            | 317 – 322     | Dàxīng                   | 大興                     | 318 – 321                |
| Yuándì                              | 元帝         | Sīmǎ Ruì          | 司馬睿            | 317 – 322     | Yǒngchǎng                | 永昌                     | 321 – 323                |
| Míngdì                              | 明帝         | Sīmǎ Shào         | 司馬紹            | 322 – 325     | Yǒngchǎng                | 永昌                     | 321 – 323                |
| Míngdì                              | 明帝         | Sīmǎ Shào         | 司馬紹            | 322 – 325     | Tàiníng                  | 太寧                     | 323 – 325                |
| Chéngdì                             | 成帝         | Sīmǎ Yǎn          | 司馬衍            | 325 – 342     | Tàiníng                  | 太寧                     | 323 – 325                |
| Chéngdì                             | 成帝         | Sīmǎ Yǎn          | 司馬衍            | 325 – 342     | Xiánhé                   | 咸和                     | 326 – 334                |
| Chéngdì                             | 成帝         | Sīmǎ Yǎn          | 司馬衍            | 325 – 342     | Xiánkāng                 | 咸康                     | 335 – 342                |
| Kāngdì                              | 康帝         | Sīmǎ Yuè          | 司馬岳            | 342 – 344     | Jiànyuán                 | 建元                     | 343 – 344                |
| Mùdì                                | 穆帝         | Sīmǎ Dān          | 司馬聃            | 345 – 361     | Yǒnghé                   | 永和                     | 345 – 356                |
| Mùdì                                | 穆帝         | Sīmǎ Dān          | 司馬聃            | 345 – 361     | Shēngpíng                | 升平                     | 357 – 361                |
| Āidì                                | 哀帝         | Sīmǎ Pī           | 司馬丕            | 361 – 365     | Lónghé                   | 隆和                     | 362 – 363                |
| Āidì                                | 哀帝         | Sīmǎ Pī           | 司馬丕            | 361 – 365     | Xīngníng                 | 興寧                     | 363 – 365                |
| Fèidì                               | 海西公       | Sīmǎ Yì           | 司馬奕            | 365 – 371     | Tàihé                    | 太和                     | 365 – 371                |
| Jiǎnwéndì                           | 簡文帝       | Sīmǎ Yù           | 司馬昱            | 371 – 372     | Xiánān                   | 咸安                     | 371 – 372                |
| Xiàowǔdì                            | 孝武帝       | Sīmǎ Yào          | 司馬曜            | 372 – 396     | Níngkāng                 | 寧康                     | 373 – 375                |
| Xiàowǔdì                            | 孝武帝       | Sīmǎ Yào          | 司馬曜            | 372 – 396     | Tàiyuán                  | 太元                     | 376 – 396                |
| Āndì                                | 安帝         | Sīmǎ Dé Zōng      | 司馬德宗          | 396 – 418     | Lóngān                   | 隆安                     | 397 – 401                |
| Āndì                                | 安帝         | Sīmǎ Dé Zōng      | 司馬德宗          | 396 – 418     | Yuánxīng                 | 元興                     | 402 – 404                |
| Āndì                                | 安帝         | Sīmǎ Dé Zōng      | 司馬德宗          | 396 – 418     | Yìxī                     | 義熙                     | 405 – 418                |
| Gōngdì                              | 恭帝         | Sīmǎ Dé Wén       | 司馬德文          | 419 – 420     | Yuánxī                   | 元熙                     | 419 – 420                |

## Periode van de Zestien Koninkrijken(304 – 439)
Zestien Koninkrijken of Zestien Staten is de benaming die in de traditionele Chinese historiografie werd gegeven aan Noord-China gedurende de periode 316 – 439. Toen was dat gebied verdeeld in een aantal staten die (merendeels) waren gesticht door niet-Chinese ruiternomaden. In de officiële dynastieke geschiedenis werd deze periode overgeslagen en volgde op de Jin-dynastie (265 – 420) direct de periode van de Zuidelijke en de Noordelijke Dynastieën (420 – 589).
| Tempelnaam                            | Tempelnaam  | Postume naam                | Postume naam    | Persoonlijke naam | Persoonlijke naam | Regeerperiode                     | Jaartitel met jaartallen | Jaartitel met jaartallen | Jaartitel met jaartallen |
| ------------------------------------- | ----------- | --------------------------- | --------------- | ----------------- | ----------------- | --------------------------------- | ------------------------ | ------------------------ | ------------------------ |
| Vroegere Zhao (304 – 329)             |             |                             |                 |                   |                   |                                   |                          |                          |                          |
| Gāozǔ                                 | 高祖        | Guāngwéndì                  | 光文帝          | Liú Yuān          | 劉淵              | 304 – 310                         | Jiànxīng                 | 建興                     | 304 – 308                |
| Gāozǔ                                 | 高祖        | Guāngwéndì                  | 光文帝          | Liú Yuān          | 劉淵              | 304 – 310                         | Yǒngfèng                 | 永鳳                     | 308 – 309                |
| Gāozǔ                                 | 高祖        | Guāngwéndì                  | 光文帝          | Liú Yuān          | 劉淵              | 304 – 310                         | Héruì                    | 河瑞                     | 309 – 310                |
| –                                     | –           | Liángwáng                   | 梁王            | Liú Hé            | 劉和              | 7 dagen in 310                    | Héruì                    | 河瑞                     | 309 – 310                |
| Lièzōng                               | 烈宗        | Zhāowǔdì                    | 昭武帝          | Liú Cōng          | 劉聰              | 310 – 318                         | Guāngxīng                | 光興                     | 310 – 311                |
| Lièzōng                               | 烈宗        | Zhāowǔdì                    | 昭武帝          | Liú Cōng          | 劉聰              | 310 – 318                         | Jiāpíng                  | 嘉平                     | 311 – 315                |
| Lièzōng                               | 烈宗        | Zhāowǔdì                    | 昭武帝          | Liú Cōng          | 劉聰              | 310 – 318                         | Jiànyuán                 | 建元                     | 315 – 316                |
| Lièzōng                               | 烈宗        | Zhāowǔdì                    | 昭武帝          | Liú Cōng          | 劉聰              | 310 – 318                         | Línjiā                   | 麟嘉                     | 316 – 318                |
| –                                     | –           | Yǐndì                       | 隱帝            | Liú Càn           | 劉粲              | een maand en enkele dagen in 318  | Hànchāng                 | 漢昌                     | 318                      |
| –                                     | –           | Hòuzhǔ                      | 後主            | Liú Yào           | 劉曜              | 318 – 329                         | Guāngchū                 | 光初                     | 318 – 329                |
| Latere Zhao (319 - 351)               |             |                             |                 |                   |                   |                                   |                          |                          |                          |
| Gāozǔ                                 | 高祖        | Míngdì                      | 明帝            | Shí Lè            | 石勒              | 319 – 333                         | Zhàowáng                 | 趙王                     | 319 – 328                |
| Gāozǔ                                 | 高祖        | Míngdì                      | 明帝            | Shí Lè            | 石勒              | 319 – 333                         | Tàihé                    | 太和                     | 328 – 330                |
| Gāozǔ                                 | 高祖        | Míngdì                      | 明帝            | Shí Lè            | 石勒              | 319 – 333                         | Jiànpíng                 | 建平                     | 330 – 333                |
| –                                     | –           | Hǎiyángwáng                 | 海陽王          | Shí Hóng          | 石弘              | 333 – 334                         | Jiànpíng                 | 建平                     | 330 – 333                |
| –                                     | –           | Hǎiyángwáng                 | 海陽王          | Shí Hóng          | 石弘              | 333 – 334                         | Yánxī                    | 延熙                     | 334                      |
| Tàizǔ                                 | 太祖        | Wǔdì                        | 武帝            | Shí Hǔ            | 石虎              | 334 – 349                         | Jiànwǔ                   | 建武                     | 334 – 348                |
| Tàizǔ                                 | 太祖        | Wǔdì                        | 武帝            | Shí Hǔ            | 石虎              | 334 – 349                         | Tàiníng                  | 太寧                     | 349                      |
| –                                     | –           | Qiáowáng                    | 譙王            | Shí Shì           | 石世              | 73 dagen in 349                   | Tàiníng                  | 太寧                     | 349                      |
| –                                     | –           | Pángchéngwáng               | 彭城王          | Shí Zūn           | 石遵              | 183 dagen in 349                  | Tàiníng                  | 太寧                     | 349                      |
| –                                     | –           | Yìyángwáng                  | 義陽王          | Shí Jiàn          | 石鑒              | 103 dagen in 349 – 350            | Qīnglóng                 | 青龍                     | 3 maanden in 350         |
| –                                     | –           | Xīnxīngwáng                 | 新興王          | Shí Zhī           | 石祗              | 350 – 351                         | Yǒngníng                 | 永寧                     | 350 – 351                |
| Cheng Han (303 – 347)                 |             |                             |                 |                   |                   |                                   |                          |                          |                          |
| Shǐzǔ / Shìzǔ                         | 始祖 / 世祖 | Jǐngdì                      | 景帝            | Lǐ Tè             | 李特              | 303                               | Jiànchū / Jǐngchū        | 建初 / 景初              | 303                      |
| –                                     | –           | Qínwénwáng                  | 秦文王          | Lǐ Liú            | 李流              | een aantal maanden in 303         | Jiànchū / Jǐngchū        | 建初 / 景初              | 303                      |
| Tàizōng                               | 太宗        | Wǔdì                        | 武帝            | Lǐ Xióng          | 李雄              | 303 – 334                         | Jiànxīng                 | 建興                     | 304 – 305                |
| Tàizōng                               | 太宗        | Wǔdì                        | 武帝            | Lǐ Xióng          | 李雄              | 303 – 334                         | Yànpíng                  | 晏平                     | 305 – 311                |
| Tàizōng                               | 太宗        | Wǔdì                        | 武帝            | Lǐ Xióng          | 李雄              | 303 – 334                         | Yùhéng                   | 玉衡                     | 311 – 334                |
| –                                     | –           | Āisì                        | 哀帝            | Lǐ Bān            | 李班              | 7 maanden in 334                  | Yùhéng                   | 玉衡                     | 311 – 334                |
| –                                     | –           | Yōugōng                     | 幽公            | Lǐ Qī             | 李期              | 334 – 338                         | Yùhéng                   | 玉恆                     | 334 – 338                |
| Zhōngzōng                             | 中宗        | Zhāowéndì                   | 昭文帝          | Lǐ Shòu           | 李壽              | 338 – 343                         | Hànxīng                  | 漢興                     | 338 – 343                |
| –                                     | –           | Guīyìhóu                    | 歸義侯          | Lǐ Shì            | 李勢              | 343 – 347                         | Tàihé                    | 太和                     | 343 – 346                |
| –                                     | –           | Guīyìhóu                    | 歸義侯          | Lǐ Shì            | 李勢              | 343 – 347                         | Jiāníng                  | 嘉寧                     | 346 – 347                |
| Vroegere Yan (337 – 370)              |             |                             |                 |                   |                   |                                   |                          |                          |                          |
| Tàizǔ                                 | 太祖        | Wénmíngdì                   | 文明帝          | Mùróng Huǎng      | 慕容皝            | 337 – 348                         | Yanwang                  | 燕王                     | 337 – 353                |
| Lièzōng                               | 烈宗        | Jǐngzhāodì                  | 景昭帝          | Mùróng Jùn        | 慕容俊            | 348 – 360                         | Yanwang                  | 燕王                     | 337 – 353                |
| Lièzōng                               | 烈宗        | Jǐngzhāodì                  | 景昭帝          | Mùróng Jùn        | 慕容俊            | 348 – 360                         | Yuánxǐ                   | 元璽                     | 353 – 357                |
| Lièzōng                               | 烈宗        | Jǐngzhāodì                  | 景昭帝          | Mùróng Jùn        | 慕容俊            | 348 – 360                         | Shēngpíng                | 升平                     | 357                      |
| Lièzōng                               | 烈宗        | Jǐngzhāodì                  | 景昭帝          | Mùróng Jùn        | 慕容俊            | 348 – 360                         | Guāngshòu                | 光壽                     | 357 – 360                |
| –                                     | –           | Yōudì                       | 幽帝            | Mùróng Wěi        | 慕容暐            | 360 – 370                         | Jiànxī                   | 建熙                     | 360 – 365                |
| –                                     | –           | Yōudì                       | 幽帝            | Mùróng Wěi        | 慕容暐            | 360 – 370                         | Jiànyuán                 | 建元                     | 365 – 370                |
| Latere Yan (384 – 407)                |             |                             |                 |                   |                   |                                   |                          |                          |                          |
| Shìzǔ                                 | 世祖        | Wǔchéngdì                   | 武成帝          | Mùróng Chuí       | 慕容垂            | 384 – 396                         | Yànwáng                  | 燕王                     | 384 – 385                |
| Shìzǔ                                 | 世祖        | Wǔchéngdì                   | 武成帝          | Mùróng Chuí       | 慕容垂            | 384 – 396                         | Jiànxīng                 | 建興                     | 386 – 396                |
| Lièzōng                               | 烈宗        | Huìmǐndì                    | 惠愍帝          | Mùróng Bǎo        | 慕容寶            | 396 – 398                         | Yǒngkāng                 | 永康                     | 396 – 398                |
| Zhōngzōng                             | 中宗        | Zhāowǔdì                    | 昭武帝          | Mùróng Shèng      | 慕容盛            | 398 – 401                         | Jiànpíng                 | 建平                     | 398                      |
| Zhōngzōng                             | 中宗        | Zhāowǔdì                    | 昭武帝          | Mùróng Shèng      | 慕容盛            | 398 – 401                         | Chánglè                  | 長樂                     | 399 – 401                |
| –                                     | –           | Zhāowéndì                   | 昭文帝          | Mùróng Xī         | 慕容熙            | 401 – 407                         | Guāngshǐ                 | 光始                     | 401 – 406                |
| –                                     | –           | Zhāowéndì                   | 昭文帝          | Mùróng Xī         | 慕容熙            | 401 – 407                         | Jiànshǐ                  | 建始                     | 407                      |
| Zuidelijke Yan (398 – 410)            |             |                             |                 |                   |                   |                                   |                          |                          |                          |
| Shìzōng                               | 世宗        | Xiànwǔdì                    | 獻武帝          | Mùróng Dé         | 慕容德            | 398 – 405                         | Yànwáng                  | 燕王                     | 398 – 400                |
| Shìzōng                               | 世宗        | Xiànwǔdì                    | 獻武帝          | Mùróng Dé         | 慕容德            | 398 – 405                         | Jiànpíng                 | 建平                     | 400 – 405                |
| –                                     | –           | Hòuzhǔ                      | 後主            | Mùróng Chāo       | 慕容超            | 405 – 410                         | Tàishàng                 | 太上                     | 405 – 410                |
| Noordelijke Yan (407 – 436)           |             |                             |                 |                   |                   |                                   |                          |                          |                          |
| –                                     | –           | Huìyìdì                     | 惠懿帝          | Gāo Yún           | 高雲              | 407 – 409                         | Zhèngshǐ                 | 正始                     | 407 – 409                |
| Tàizǔ                                 | 太祖        | Wénchéngdì                  | 文成帝          | Féng Bá           | 馮跋              | 409 – 430                         | Tàipíng                  | 太平                     | 409 – 430                |
| –                                     | –           | Zhāochéngdì                 | 昭成帝          | Féng Hóng         | 馮弘              | 430 – 436                         | Dàxīng                   | 大興                     | 430 – 436                |
| Vroegere Liang (320 – 376)            |             |                             |                 |                   |                   |                                   |                          |                          |                          |
| –                                     | –           | Chénggōng                   | 成公            | Zhāng Mào         | 張茂              | 320 – 324                         | Jianxing                 | 建興                     | 320 – 354                |
| –                                     | –           | Zhōngchénggōng              | 忠成公          | Zhāng Jùn         | 張駿              | 324 – 346                         | Jianxing                 | 建興                     | 320 – 354                |
| –                                     | –           | Huángōng                    | 桓公            | Zhāng Chónghuá    | 張重華            | 346 – 353                         | Jianxing                 | 建興                     | 320 – 354                |
| –                                     | –           | Āigōng                      | 哀公            | Zhāng Yàolíng     | 張曜靈            | 3 maanden (maand 9 t/m 12) in 353 | Jianxing                 | 建興                     | 320 – 354                |
| –                                     | –           | Wēiwáng                     | 威王            | Zhāng Zuò         | 張祚              | 353 – 355                         | Jianxing                 | 建興                     | 320 – 354                |
| –                                     | –           | Wēiwáng                     | 威王            | Zhāng Zuò         | 張祚              | 353 – 355                         | Hépíng                   | 和平                     | 354 – 355                |
| –                                     | –           | Jìngdàogōng / Chōnggōng     | 敬悼公 / 沖公   | Zhāng Xuánjìng    | 張玄靖            | 355 – 363                         | Jiànxīng                 | 建興                     | 355 – 361                |
| –                                     | –           | Jìngdàogōng / Chōnggōng     | 敬悼公 / 沖公   | Zhāng Xuánjìng    | 張玄靖            | 355 – 363                         | Shēngpíng                | 升平                     | 361 – 363                |
| –                                     | –           | Dàogōng                     | 悼公            | Zhāng Tiānxí      | 張天錫            | 364 – 376                         | Shēngpíng                | 升平                     | 361 – 363                |
| Latere Liang (386 – 403)              |             |                             |                 |                   |                   |                                   |                          |                          |                          |
| Tàizǔ                                 | 太祖        | Yìwǔwáng                    | 懿武王          | Luǔ Guāng         | 呂光              | 386 – 399                         | Tàiān                    | 太安                     | 386 – 389                |
| Tàizǔ                                 | 太祖        | Yìwǔwáng                    | 懿武王          | Luǔ Guāng         | 呂光              | 386 – 399                         | Lúnjiā                   | 麟嘉                     | 389 – 396                |
| Tàizǔ                                 | 太祖        | Yìwǔwáng                    | 懿武王          | Luǔ Guāng         | 呂光              | 386 – 399                         | Lóngfēi                  | 龍飛                     | 396 – 399                |
| –                                     | –           | Yǐnwáng                     | 隱王            | Luǔ Shào          | 呂紹              | 399                               | Lóngfēi                  | 龍飛                     | 396 – 399                |
| –                                     | –           | Língwáng                    | 靈王            | Luǔ Zuǎn          | 呂纂              | 399 – 401                         | Xiánníng                 | 咸寧                     | 399 – 401                |
| –                                     | –           | Shàngshūgōng / Jiànkānggōng | 尚書公 / 建康公 | Luǔ Lóng          | 呂隆              | 401 – 403                         | Shéndǐng                 | 神鼎                     | 401 – 403                |
| Zuidelijke Liang (397 – 414)          |             |                             |                 |                   |                   |                                   |                          |                          |                          |
| Lièzǔ                                 | 烈祖        | Wǔwáng                      | 武王            | Tūfǎ Wūgū         | 禿髮烏孤          | 397 – 399                         | Tàichū                   | 太初                     | 397 – 399                |
| –                                     | –           | Kāngwáng                    | 康王            | Tūfǎ Lìlùgū       | 禿髮利鹿孤        | 399 – 402                         | Jiànhé                   | 建和                     | 399 – 402                |
| –                                     | –           | Jǐngwáng / Jìngwáng         | 景王 / 敬王     | Tūfǎ Rùtán        | 禿髮傉檀          | 402 – 414                         | Hóngchāng                | 弘昌                     | 402 – 404                |
| –                                     | –           | Jǐngwáng / Jìngwáng         | 景王 / 敬王     | Tūfǎ Rùtán        | 禿髮傉檀          | 402 – 414                         | Jiāpíng                  | 嘉平                     | 409 – 414                |
| Noordelijke Liang (397 – 439)         |             |                             |                 |                   |                   |                                   |                          |                          |                          |
| –                                     | –           | –                           | –               | Duàn Yè           | 段業              | 397 – 401                         | Shénxǐ                   | 神璽                     | 397 – 399                |
| –                                     | –           | –                           | –               | Duàn Yè           | 段業              | 397 – 401                         | Tiānxǐ                   | 天璽                     | 399 – 401                |
| Tàizǔ                                 | 太祖        | Wǔxuānwáng                  | 武宣王          | Jǔqú Méngxùn      | 沮渠蒙遜          | 401 – 433                         | Yǒngān                   | 永安                     | 401 – 412                |
| Tàizǔ                                 | 太祖        | Wǔxuānwáng                  | 武宣王          | Jǔqú Méngxùn      | 沮渠蒙遜          | 401 – 433                         | Xuánshǐ                  | 玄始                     | 412 – 428                |
| Tàizǔ                                 | 太祖        | Wǔxuānwáng                  | 武宣王          | Jǔqú Méngxùn      | 沮渠蒙遜          | 401 – 433                         | Chéngxuán                | 承玄                     | 428 – 430                |
| Tàizǔ                                 | 太祖        | Wǔxuānwáng                  | 武宣王          | Jǔqú Méngxùn      | 沮渠蒙遜          | 401 – 433                         | Yìhé                     | 義和                     | 430 – 433                |
| –                                     | –           | Āiwáng                      | 哀王            | Jǔqú Mùjiān       | 沮渠牧犍          | 433 – 439                         | Yǒnghé                   | 永和                     | 433 – 439                |
| Westelijke Liang (400 – 421)          |             |                             |                 |                   |                   |                                   |                          |                          |                          |
| Tàizǔ                                 | 太祖        | Wǔzhāowáng                  | 武昭王          | Lǐ Gǎo            | 李暠              | 400 – 417                         | Gēngzì                   | 庚子                     | 400 – 405                |
| Tàizǔ                                 | 太祖        | Wǔzhāowáng                  | 武昭王          | Lǐ Gǎo            | 李暠              | 400 – 417                         | Jiànchū                  | 建初                     | 406 – 416                |
| –                                     | –           | Hòuzhǔ                      | 後主            | Lǐ Xīn            | 李歆              | 417 – 420                         | Jiāxīng                  | 嘉興                     | 417 – 420                |
| –                                     | –           | Hòuzhǔ                      | 後主            | Lǐ Xún            | 李恂              | 420 – 421                         | Yǒngjiàn                 | 永建                     | 420 – 421                |
| Vroegere Qin (351 – 394)              |             |                             |                 |                   |                   |                                   |                          |                          |                          |
| Gāozǔ                                 | 高祖        | Jǐngmíngdì                  | 景明帝          | Fú Jiàn           | 苻健              | 351 – 355                         | Huángshǐ                 | 皇始                     | 351 – 355                |
| –                                     | –           | Lìwáng                      | 厲王            | Fú Shēng          | 苻生              | 355 – 357                         | Shòuguāng                | 壽光                     | 355 – 357                |
| Shìzǔ                                 | 世祖        | Xuānzhāodì                  | 宣昭帝          | Fú Jiān           | 苻堅              | 357 – 385                         | Yǒngxīng                 | 永興                     | 357 – 359                |
| Shìzǔ                                 | 世祖        | Xuānzhāodì                  | 宣昭帝          | Fú Jiān           | 苻堅              | 357 – 385                         | Gānlù                    | 甘露                     | 359 – 364                |
| Shìzǔ                                 | 世祖        | Xuānzhāodì                  | 宣昭帝          | Fú Jiān           | 苻堅              | 357 – 385                         | Jiànyuán                 | 建元                     | 365 – 385                |
| –                                     | –           | Āipíngdì                    | 哀平帝          | Fú Pī             | 苻丕              | 385 – 386                         | Tàiān                    | 太安                     | 385 – 386                |
| Tàizōng                               | 太宗        | Gāodì                       | 高帝            | Fú Dēng           | 苻登              | 386 – 394                         | Taichu                   | 太初                     | 385 – 394                |
| –                                     | –           | Hòuzhǔ                      | 後主            | Fú Chóng          | 苻崇              | een aantal maanden in 394         | Yánchū                   | 延初                     | 394                      |
| Latere Qin (384 – 417)                |             |                             |                 |                   |                   |                                   |                          |                          |                          |
| Tàizǔ                                 | 太祖        | Wǔzhāodì                    | 武昭帝          | Yáo Cháng         | 姚萇              | 384 – 393                         | Báiquè                   | 白雀                     | 384 – 386                |
| Tàizǔ                                 | 太祖        | Wǔzhāodì                    | 武昭帝          | Yáo Cháng         | 姚萇              | 384 – 393                         | Jiànchū                  | 建初                     | 386 – 393                |
| Gāozǔ                                 | 高祖        | Wénhuándì                   | 文桓帝          | Yáo Xīng          | 姚興              | 394 – 416                         | Huángchū                 | 皇初                     | 394 – 399                |
| Gāozǔ                                 | 高祖        | Wénhuándì                   | 文桓帝          | Yáo Xīng          | 姚興              | 394 – 416                         | Hóngshī                  | 弘始                     | 399 – 416                |
| –                                     | –           | Hòuzhǔ                      | 後主            | Yáo Hóng          | 姚泓              | 416 – 417                         | Yǒnghé                   | 永和                     | 416 – 417                |
| Westelijke Qin (385 – 400, 409 – 431) |             |                             |                 |                   |                   |                                   |                          |                          |                          |
| Lièzǔ                                 | 烈祖        | Xuānlièwáng                 | 宣烈王          | Qǐfú Guórén       | 乞伏國仁          | 385 – 388                         | Jiànyì                   | 建義                     | 385 – 388                |
| Gāozǔ                                 | 高祖        | Wǔyuánwáng                  | 武元王          | Qǐfú Gānguī       | 乞伏乾歸          | 388 – 400, 409 – 412              | Tàichū                   | 太初                     | 388 – 400                |
| Gāozǔ                                 | 高祖        | Wǔyuánwáng                  | 武元王          | Qǐfú Gānguī       | 乞伏乾歸          | 388 – 400, 409 – 412              | Gèngshǐ                  | 更始                     | 409 – 412                |
| Tàizǔ                                 | 太祖        | Wénzhāowáng                 | 文昭王          | Qǐfú Chìpán       | 乞伏熾磐          | 412 – 428                         | Yǒngkāng                 | 永康                     | 412 – 419                |
| Tàizǔ                                 | 太祖        | Wénzhāowáng                 | 文昭王          | Qǐfú Chìpán       | 乞伏熾磐          | 412 – 428                         | Jiànhóng                 | 建弘                     | 420 – 428                |
| –                                     | –           | Hòuzhǔ                      | 後主            | Qǐfú Mùmò         | 乞伏暮末          | 428 – 431                         | Yǒnghóng                 | 永弘                     | 428 – 431                |
| Xia (407 – 431)                       |             |                             |                 |                   |                   |                                   |                          |                          |                          |
| Shìzǔ                                 | 世祖        | Wǔlièdì                     | 武烈帝          | Hèlián Bóbó       | 赫連勃勃          | 407 – 425                         | Lóngshēng                | 龍升                     | 407 – 413                |
| Shìzǔ                                 | 世祖        | Wǔlièdì                     | 武烈帝          | Hèlián Bóbó       | 赫連勃勃          | 407 – 425                         | Fèngxiáng                | 鳳翔                     | 413 – 418                |
| Shìzǔ                                 | 世祖        | Wǔlièdì                     | 武烈帝          | Hèlián Bóbó       | 赫連勃勃          | 407 – 425                         | Chāngwǔ                  | 昌武                     | 418 – 419                |
| Shìzǔ                                 | 世祖        | Wǔlièdì                     | 武烈帝          | Hèlián Bóbó       | 赫連勃勃          | 407 – 425                         | Zhēnxīng                 | 真興                     | 419 – 425                |
| –                                     | –           | Qínwáng                     | 秦王            | Hèlián Chāng      | 赫連昌            | 425 – 428                         | Chéngguāng               | 承光                     | 425 – 428                |
| –                                     | –           | Píngyuánwáng                | 平原王          | Hèlián Dìng       | 赫連定            | 428 – 431                         | Shèngguāng               | 勝光                     | 428 – 431                |

## Zuidelijke en Noordelijke Dynastieën(420 – 589)
De Periode van de Zuidelijke en Noordelijke Dynastieën was een periode van kleinere staten op het Chinese grondgebied nadat de Jin-dynastie ten val was gebracht. De Zuidelijke Dynastieën zagen zichzelf hierna als rechtmatige opvolger van de Jin, terwijl de zestien staten uit het noorden werden gezien als ondergeschikt aan de Jin in het zuiden. Uit de noordelijke dynastieën zou uiteindelijk de Sui-dynastie voortkomen uit de Noordelijke Zhou en China weer verenigen.

### Zuidelijke Dynastieën
| Postume naam                          | Postume naam    | Persoonlijke naam | Persoonlijke naam | Regeerperiode | Jaartitel met jaartallen | Jaartitel met jaartallen | Jaartitel met jaartallen |
| ------------------------------------- | --------------- | ----------------- | ----------------- | ------------- | ------------------------ | ------------------------ | ------------------------ |
| Liu Song-dynastie (420 – 479)         |                 |                   |                   |               |                          |                          |                          |
| Wǔdì                                  | 武帝            | Liǔ Yù            | 劉裕              | 420 – 422     | Yǒngchū                  | 永初                     | 420 – 422                |
| Shàodì                                | 少帝            | Liǔ Yìfú          | 劉義符            | 422 – 424     | Jǐngpíng                 | 景平                     | 422 – 424                |
| Wéndì                                 | 文帝            | Liǔ Yìlóng        | 劉義隆            | 424 – 453     | Yuánjiā                  | 元嘉                     | 424 – 453                |
| Xiāowǔdì                              | 孝武帝          | Liǔ Jùn           | 劉駿              | 454 – 464     | Xiāojiàn                 | 孝建                     | 454 – 456                |
| Xiāowǔdì                              | 孝武帝          | Liǔ Jùn           | 劉駿              | 454 – 464     | Dàmíng                   | 大明                     | 457 – 464                |
| Qiánfèidì                             | 前廢帝          | Liǔ Ziyè          | 劉子業            | 465           | Yǒngguāng                | 永光                     | 465                      |
| Qiánfèidì                             | 前廢帝          | Liǔ Ziyè          | 劉子業            | 465           | Jǐnghé                   | 景和                     | 465                      |
| Míngdì                                | 明帝            | Liǔ Yù            | 劉彧              | 465 – 472     | Tàishǐ                   | 泰始                     | 465 – 471                |
| Míngdì                                | 明帝            | Liǔ Yù            | 劉彧              | 465 – 472     | Tàiyù                    | 泰豫                     | 472                      |
| Hòufèidì / Cāngwúwáng                 | 後廢帝 / 蒼梧王 | Liǔ Yù            | 劉昱              | 473 – 477     | Yuánhuī                  | 元徽                     | 473 – 477                |
| Shùndì                                | 順帝            | Liǔ Zhǔn          | 劉準              | 477 – 479     | Shēngmíng                | 昇明                     | 477 – 479                |
| Zuidelijke Qi-dynastie (479 – 502)    |                 |                   |                   |               |                          |                          |                          |
| Qi Gaodi                              | 高帝            | Xiāo Dàochéng     | 蕭道成            | 479 – 482     | Jiànyuán                 | 建元                     | 479 – 482                |
| Qi Wudi                               | 武帝            | Xiāo Zé           | 蕭賾              | 483 – 493     | Yǒngmíng                 | 永明                     | 483 – 493                |
| Yùlínwáng                             | 鬱林王          | Xiāo Zhāoyè       | 蕭昭業            | 494           | Lóngchāng                | 隆昌                     | 494                      |
| Hǎilíngwáng                           | 海陵王          | Xiāo Zhāowén      | 蕭昭文            | 494           | Yánxīng                  | 延興                     | 494                      |
| Qi Mingdi                             | 明帝            | Xiāo Luán         | 蕭鸞              | 494 – 498     | Jiànwǔ                   | 建武                     | 494 – 498                |
| Qi Mingdi                             | 明帝            | Xiāo Luán         | 蕭鸞              | 494 – 498     | Yǒngtài                  | 永泰                     | 498                      |
| Dōnghūnhóu                            | 東昏侯          | Xiāo Bǎojuǎn      | 蕭寶卷            | 499 – 501     | Yǒngyuán                 | 永元                     | 499 – 501                |
| Hédì                                  | 和帝            | Xiāo Bǎoróng      | 蕭寶融            | 501 – 502     | Zhōngxīng                | 中興                     | 501 – 502                |
| Liang-dynastie (502 – 557)            |                 |                   |                   |               |                          |                          |                          |
| Liang Wudi                            | 武帝            | Xiāo Yǎn          | 蕭衍              | 502 – 549     | Tiānjiān                 | 天監                     | 502 – 519                |
| Liang Wudi                            | 武帝            | Xiāo Yǎn          | 蕭衍              | 502 – 549     | Pǔtōng                   | 普通                     | 520 – 527                |
| Liang Wudi                            | 武帝            | Xiāo Yǎn          | 蕭衍              | 502 – 549     | Dàtōng                   | 大通                     | 527 – 529                |
| Liang Wudi                            | 武帝            | Xiāo Yǎn          | 蕭衍              | 502 – 549     | Zhōngdàtōng              | 中大通                   | 529 – 534                |
| Liang Wudi                            | 武帝            | Xiāo Yǎn          | 蕭衍              | 502 – 549     | Dàtóng                   | 大同                     | 535 – 546                |
| Liang Wudi                            | 武帝            | Xiāo Yǎn          | 蕭衍              | 502 – 549     | Zhōngdàtóng              | 中大同                   | 546 – 547                |
| Liang Wudi                            | 武帝            | Xiāo Yǎn          | 蕭衍              | 502 – 549     | Tàiqīng                  | 太清                     | 547 – 549                |
| Jiǎnwéndì                             | 簡文帝          | Xiāo Gāng         | 蕭綱              | 549 – 551     | Dàbǎo                    | 大寶                     | 550 – 551                |
| Yùzhāngwáng                           | 豫章王          | Xiāo Dòng         | 蕭棟              | 551 – 552     | Tiānzhèng                | 天正                     | 551 – 552                |
| Yuándì                                | 元帝            | Xiāo Yì           | 蕭繹              | 552 – 555     | Chéngshèng               | 承聖                     | 552 – 555                |
| Zhēnyánghóu                           | 貞陽侯          | Xiāo Yuānmíng     | 蕭淵明            | 555           | Tiānchéng                | 天成                     | 555                      |
| Jìngdì                                | 敬帝            | Xiāo Fāngzhì      | 蕭方智            | 555 – 557     | Shàotài                  | 紹泰                     | 555 – 556                |
| Jìngdì                                | 敬帝            | Xiāo Fāngzhì      | 蕭方智            | 555 – 557     | Tàipíng                  | 太平                     | 556 – 557                |
| Chen-dynastie (557 – 589)             |                 |                   |                   |               |                          |                          |                          |
| Wǔdì                                  | 武帝            | Chén Bàxiān       | 陳霸先            | 557 – 559     | Yǒngdìng                 | 永定                     | 557 – 559                |
| Wéndì                                 | 文帝            | Chén Qiàn         | 陳蒨              | 560 – 566     | Tiānjiā                  | 天嘉                     | 560 – 566                |
| Wéndì                                 | 文帝            | Chén Qiàn         | 陳蒨              | 560 – 566     | Tiānkāng                 | 天康                     | 566                      |
| Fèidì                                 | 廢帝            | Chén Bózōng       | 陳伯宗            | 567 – 568     | Guāngdà                  | 光大                     | 567 – 568                |
| Xuāndì                                | 宣帝            | Chén Xū           | 陳頊              | 569 – 582     | Tàijiàn                  | 太建                     | 569 – 582                |
| Hòuzhǔ                                | 後主            | Chén Shúbǎo       | 陳叔寶            | 583 – 589     | Zhìdé                    | 至德                     | 583 – 586                |
| Hòuzhǔ                                | 後主            | Chén Shúbǎo       | 陳叔寶            | 583 – 589     | Zhēnmíng                 | 禎明                     | 587 – 589                |
| Westelijke Liang-dynastie (555 – 587) |                 |                   |                   |               |                          |                          |                          |
| Xuāndì                                | 宣帝            | Xiāo Chá          | 蕭察              | 555 – 562     | Dàdìng                   | 大定                     | 555 – 562                |
| Xiàomíngdì                            | 孝明帝          | Xiāokuī           | 蕭巋              | 562 – 585     | Tiānbǎo                  | 天保                     | 562 – 585                |
| Xiàojìngdì / Jǔgōng                   | 孝靜帝 / 莒公   | Xiāo Cóng         | 蕭琮              | 585 – 587     | Guǎngyùn                 | 廣運                     | 562 – 585                |

### Noordelijke Dynastieën
| Postume naam                          | Postume naam  | Persoonlijke naam | Persoonlijke naam | Regeerperiode | Jaarnamen met jaartallen | Jaarnamen met jaartallen | Jaarnamen met jaartallen |
| ------------------------------------- | ------------- | ----------------- | ----------------- | ------------- | ------------------------ | ------------------------ | ------------------------ |
| Noordelijke Wei-dynastie (386 – 535)  |               |                   |                   |               |                          |                          |                          |
| Daowudi                               | 道武帝        | Tuòbá Guī         | 拓拔珪            | 386 – 409     | Dēngguó                  | 登國                     | 386 – 396                |
| Daowudi                               | 道武帝        | Tuòbá Guī         | 拓拔珪            | 386 – 409     | Huángshǐ                 | 皇始                     | 396 – 398                |
| Daowudi                               | 道武帝        | Tuòbá Guī         | 拓拔珪            | 386 – 409     | Tiānxīng                 | 天興                     | 398 – 404                |
| Daowudi                               | 道武帝        | Tuòbá Guī         | 拓拔珪            | 386 – 409     | Tiāncì                   | 天賜                     | 404 – 409                |
| Míngyuándì                            | 明元帝        | Tuòbá Sì          | 拓拔嗣            | 409 – 423     | Yǒngxīng                 | 永興                     | 409 – 413                |
| Míngyuándì                            | 明元帝        | Tuòbá Sì          | 拓拔嗣            | 409 – 423     | Shénruì                  | 神瑞                     | 414 – 416                |
| Míngyuándì                            | 明元帝        | Tuòbá Sì          | 拓拔嗣            | 409 – 423     | Tàicháng                 | 泰常                     | 416 – 423                |
| Tàiwǔdì                               | 太武帝        | Tuòbá Táo         | 拓拔燾            | 424 – 452     | Shǐguāng                 | 始光                     | 424 – 428                |
| Tàiwǔdì                               | 太武帝        | Tuòbá Táo         | 拓拔燾            | 424 – 452     | Shénjiā                  | 神麚                     | 428 – 431                |
| Tàiwǔdì                               | 太武帝        | Tuòbá Táo         | 拓拔燾            | 424 – 452     | Yánhé                    | 延和                     | 432 – 434                |
| Tàiwǔdì                               | 太武帝        | Tuòbá Táo         | 拓拔燾            | 424 – 452     | Tàiyán                   | 太延                     | 435 – 440                |
| Tàiwǔdì                               | 太武帝        | Tuòbá Táo         | 拓拔燾            | 424 – 452     | Tàipíngzhēnjūn           | 太平真君                 | 440 – 451                |
| Tàiwǔdì                               | 太武帝        | Tuòbá Táo         | 拓拔燾            | 424 – 452     | Zhèngpíng                | 正平                     | 451 – 452                |
| Nánānwáng                             | 南安王        | Tuòbá Yú          | 拓拔余            | 452           | Yǒngpíng / Chéngpíng     | 永平 / 承平              | 452                      |
| Wénchéngdì                            | 文成帝        | Tuòbá Jùn         | 拓拔濬            | 452 – 465     | Xīngān                   | 興安                     | 452 – 454                |
| Wénchéngdì                            | 文成帝        | Tuòbá Jùn         | 拓拔濬            | 452 – 465     | Xīngguāng                | 興光                     | 454 – 455                |
| Wénchéngdì                            | 文成帝        | Tuòbá Jùn         | 拓拔濬            | 452 – 465     | Tàiān                    | 太安                     | 455 – 459                |
| Wénchéngdì                            | 文成帝        | Tuòbá Jùn         | 拓拔濬            | 452 – 465     | Hépíng                   | 和平                     | 460 – 465                |
| Xiànwéndì                             | 獻文帝        | Tuòbá Hóng        | 拓拔弘            | 466 – 471     | Tiānān                   | 天安                     | 466 – 467                |
| Xiànwéndì                             | 獻文帝        | Tuòbá Hóng        | 拓拔弘            | 466 – 471     | Huángxīng                | 皇興                     | 467 – 471                |
| Xiàowéndì                             | 孝文帝        | Yuán Hóng         | 元宏              | 471 – 499     | Yánxīng                  | 延興                     | 471 – 476                |
| Xiàowéndì                             | 孝文帝        | Yuán Hóng         | 元宏              | 471 – 499     | Chéngmíng                | 承明                     | 476                      |
| Xiàowéndì                             | 孝文帝        | Yuán Hóng         | 元宏              | 471 – 499     | Tàihé                    | 太和                     | 477 – 499                |
| Xuanwudi                              | 宣武帝        | Yuán Kè           | 元恪              | 499 – 515     | Jǐngmíng                 | 景明                     | 499 – 503                |
| Xuanwudi                              | 宣武帝        | Yuán Kè           | 元恪              | 499 – 515     | Zhèngshǐ                 | 正始                     | 504 – 508                |
| Xuanwudi                              | 宣武帝        | Yuán Kè           | 元恪              | 499 – 515     | Yǒngpíng                 | 永平                     | 508 – 512                |
| Xuanwudi                              | 宣武帝        | Yuán Kè           | 元恪              | 499 – 515     | Yánchāng                 | 延昌                     | 512 – 515                |
| Xiaomingdi                            | 孝明帝        | Yuán Xǔ           | 元詡              | 516 – 528     | Xīpíng                   | 熙平                     | 516 – 518                |
| Xiaomingdi                            | 孝明帝        | Yuán Xǔ           | 元詡              | 516 – 528     | Shénguī                  | 神龜                     | 518 – 520                |
| Xiaomingdi                            | 孝明帝        | Yuán Xǔ           | 元詡              | 516 – 528     | Zhèngguāng               | 正光                     | 520 – 525                |
| Xiaomingdi                            | 孝明帝        | Yuán Xǔ           | 元詡              | 516 – 528     | Xiàochāng                | 孝昌                     | 525 – 527                |
| Xiaomingdi                            | 孝明帝        | Yuán Xǔ           | 元詡              | 516 – 528     | Wǔtài                    | 武泰                     | 528                      |
| Xiàozhuāngdì                          | 孝莊帝        | Yuán Ziyōu        | 元子攸            | 528 – 530     | Jiànyì                   | 建義                     | 528                      |
| Xiàozhuāngdì                          | 孝莊帝        | Yuán Ziyōu        | 元子攸            | 528 – 530     | Yǒngān                   | 永安                     | 528 – 530                |
| Chángguǎngwáng / Jìngdì               | 長廣王 / 敬帝 | Yuán Yè           | 元曄              | 530 – 531     | Jiànmíng                 | 建明                     | 530 – 531                |
| Jiémǐndì                              | 節閔帝        | Yuán Gōng         | 元恭              | 531 – 532     | Pǔtài                    | 普泰                     | 531 – 532                |
| Āndìngwáng / Chūdì                    | 安定王 / 出帝 | Yuán Lǎng         | 元朗              | 531 – 532     | Zhōngxīng                | 中興                     | 531 – 532                |
| Xiāowǔdì                              | 孝武帝        | Yuán Xiū          | 元脩              | 532 – 535     | Tàichāng                 | 太昌                     | 532                      |
| Xiāowǔdì                              | 孝武帝        | Yuán Xiū          | 元脩              | 532 – 535     | Yǒngxīng                 | 永興                     | 532                      |
| Xiāowǔdì                              | 孝武帝        | Yuán Xiū          | 元脩              | 532 – 535     | Yǒngxī                   | 永熙                     | 532 – 535                |
| Oostelijke Wei-dynastie (534 – 550)   |               |                   |                   |               |                          |                          |                          |
| Xiāojìngdì                            | 孝靜帝        | Yuán Shànjiàn     | 元善見            | 534 – 550     | Tiānpíng                 | 天平                     | 534 – 537                |
| Xiāojìngdì                            | 孝靜帝        | Yuán Shànjiàn     | 元善見            | 534 – 550     | Yuánxiàng                | 元象                     | 538 – 539                |
| Xiāojìngdì                            | 孝靜帝        | Yuán Shànjiàn     | 元善見            | 534 – 550     | Xīnghé                   | 興和                     | 539 – 542                |
| Xiāojìngdì                            | 孝靜帝        | Yuán Shànjiàn     | 元善見            | 534 – 550     | Wǔdìng                   | 武定                     | 543 – 550                |
| Noordelijke Qi-dynastie (550 – 577)   |               |                   |                   |               |                          |                          |                          |
| Wénxuāndì                             | 文宣帝        | Gāo Yáng          | 高洋              | 550 – 559     | Tiānbǎo                  | 天保                     | 550 – 559                |
| Fèidì                                 | 廢帝          | Gāo Yīn           | 高殷              | 560           | Qiānmíng                 | 乾明                     | 560                      |
| Xiāozhāodì                            | 孝昭帝        | Gāo Yǎn           | 高演              | 560 – 561     | Huángjiàn                | 皇建                     | 560 – 561                |
| Wǔchéngdì                             | 武成帝        | Gāo Zhàn          | 高湛              | 561 – 565     | Tàiníng                  | 太寧                     | 561 – 562                |
| Wǔchéngdì                             | 武成帝        | Gāo Zhàn          | 高湛              | 561 – 565     | Héqīng                   | 河清                     | 562 – 565                |
| Hòuzhǔ                                | 後主          | Gāo Wěi           | 高緯              | 565 – 577     | Tiāntǒng                 | 天統                     | 565 – 569                |
| Hòuzhǔ                                | 後主          | Gāo Wěi           | 高緯              | 565 – 577     | Wǔpíng                   | 武平                     | 570 – 576                |
| Hòuzhǔ                                | 後主          | Gāo Wěi           | 高緯              | 565 – 577     | Lónghuǎ                  | 隆化                     | 576                      |
| Yòuzhǔ                                | 幼主          | Gāo Héng          | 高恆              | 577           | Chéngguāng               | 承光                     | 577                      |
| Fànyángwáng                           | 范陽王        | Gāo Shàoyì        | 高紹義            | 577 – 579?    | –                        | –                        | –                        |
| Westelijke Wei-dynastie (535 – 556)   |               |                   |                   |               |                          |                          |                          |
| Wéndì                                 | 文帝          | Yuán Bǎojù        | 元寶炬            | 535 – 551     | Dàtǒng                   | 大統                     | 535 – 551                |
| Fèidì                                 | 廢帝          | Yuán Qīn          | 元欽              | 552 – 554     | –                        | –                        | –                        |
| Gōngdì                                | 恭帝          | Yuán Kuò          | 元廓              | 554 – 556     | –                        | –                        | –                        |
| Noordelijke Zhou-dynastie (557 – 581) |               |                   |                   |               |                          |                          |                          |
| Xiāomǐndì                             | 孝閔帝        | Yǔwén Jué         | 宇文覺            | 557           | –                        | –                        | –                        |
| Míngdì / Xiàomíngdì                   | 明帝 / 孝明帝 | Yǔwén Yù          | 宇文毓            | 557 – 560     | Wǔchéng                  | 武成                     | 559 – 560                |
| Wǔdì                                  | 武帝          | Yǔwén Yōng        | 宇文邕            | 561 – 578     | Bǎodìng                  | 保定                     | 561 – 565                |
| Wǔdì                                  | 武帝          | Yǔwén Yōng        | 宇文邕            | 561 – 578     | Tiānhé                   | 天和                     | 566 – 572                |
| Wǔdì                                  | 武帝          | Yǔwén Yōng        | 宇文邕            | 561 – 578     | Jiàndé                   | 建德                     | 572 – 578                |
| Wǔdì                                  | 武帝          | Yǔwén Yōng        | 宇文邕            | 561 – 578     | Xuānzhèng                | 宣政                     | 578                      |
| Xuāndì                                | 宣帝          | Yǔwén Yūn         | 宇文贇            | 579           | Dàchéng                  | 大成                     | 579                      |
| Jìngdì                                | 靜帝          | Yǔwén Chǎn        | 宇文闡            | 579 – 581     | Dàxiàng                  | 大象                     | 579 – 581                |
| Jìngdì                                | 靜帝          | Yǔwén Chǎn        | 宇文闡            | 579 – 581     | Dàdìng                   | 大定                     | 581                      |

## Sui-dynastie(581 – 618)
| Postume naam | Postume naam | Naam       | Naam | Regeerperiode | Jaartitel met jaartallen | Jaartitel met jaartallen | Jaartitel met jaartallen |
| ------------ | ------------ | ---------- | ---- | ------------- | ------------------------ | ------------------------ | ------------------------ |
| Wéndì        | 文帝         | Yáng Jiān  | 楊堅 | 581 – 604     | Kāihuáng                 | 開皇                     | 581 – 600                |
| Wéndì        | 文帝         | Yáng Jiān  | 楊堅 | 581 – 604     | Rénshòu                  | 仁壽                     | 601 – 604                |
| Yang Di      | 煬帝         | Yáng Guǎng | 楊廣 | 605 – 617     | Dàyè                     | 大業                     | 605 – 617                |
| Gong Di      | 恭帝         | Yáng Yòu   | 楊侑 | 617 – 618     | Yìníng                   | 義寧                     | 617 – 618                |

## Tang-dynastie(618 – 907)
| Tempelnaam                   | Tempelnaam | Persoonlijke naam | Persoonlijke naam | Periode                                                         | Jaartitel met jaartallen | Jaartitel met jaartallen | Jaartitel met jaartallen |
| ---------------------------- | ---------- | ----------------- | ----------------- | --------------------------------------------------------------- | ------------------------ | ------------------------ | ------------------------ |
| Gāozǔ                        | 高祖       | Lǐ Yuān           | 李淵              | 18 juni 618 – 4 september 626                                   | Wǔdé                     | 武德                     | 618 – 626                |
| Tàizōng                      | 太宗       | Lǐ Shìmín         | 李世民            | 4 september 626 – 10 juli 649                                   | Zhēnguān                 | 貞觀                     | 627 – 649                |
| Gāozōng                      | 高宗       | Lǐ Zhì            | 李治              | 15 juli 649 – 27 december 683                                   | Yǒnghuī                  | 永徽                     | 650 – 655                |
| Gāozōng                      | 高宗       | Lǐ Zhì            | 李治              | 15 juli 649 – 27 december 683                                   | Xiǎnqìng                 | 顯慶                     | 656 – 661                |
| Gāozōng                      | 高宗       | Lǐ Zhì            | 李治              | 15 juli 649 – 27 december 683                                   | Lóngshuò                 | 龍朔                     | 661 – 663                |
| Gāozōng                      | 高宗       | Lǐ Zhì            | 李治              | 15 juli 649 – 27 december 683                                   | Líndé                    | 麟德                     | 664 – 665                |
| Gāozōng                      | 高宗       | Lǐ Zhì            | 李治              | 15 juli 649 – 27 december 683                                   | Qíanfēng                 | 乾封                     | 666 – 668                |
| Gāozōng                      | 高宗       | Lǐ Zhì            | 李治              | 15 juli 649 – 27 december 683                                   | Zǒngzhāng                | 總章                     | 668 – 670                |
| Gāozōng                      | 高宗       | Lǐ Zhì            | 李治              | 15 juli 649 – 27 december 683                                   | Xiánhēng                 | 咸亨                     | 670 – 674                |
| Gāozōng                      | 高宗       | Lǐ Zhì            | 李治              | 15 juli 649 – 27 december 683                                   | Shàngyuán                | 上元                     | 674 – 676                |
| Gāozōng                      | 高宗       | Lǐ Zhì            | 李治              | 15 juli 649 – 27 december 683                                   | Yífèng                   | 儀鳳                     | 676 – 679                |
| Gāozōng                      | 高宗       | Lǐ Zhì            | 李治              | 15 juli 649 – 27 december 683                                   | Tiáolù                   | 調露                     | 679 – 680                |
| Gāozōng                      | 高宗       | Lǐ Zhì            | 李治              | 15 juli 649 – 27 december 683                                   | Yǒnglóng                 | 永隆                     | 680 – 681                |
| Gāozōng                      | 高宗       | Lǐ Zhì            | 李治              | 15 juli 649 – 27 december 683                                   | Kāiyào                   | 開耀                     | 681 – 682                |
| Gāozōng                      | 高宗       | Lǐ Zhì            | 李治              | 15 juli 649 – 27 december 683                                   | Yǒngchún                 | 永淳                     | 682 – 683                |
| Gāozōng                      | 高宗       | Lǐ Zhì            | 李治              | 15 juli 649 – 27 december 683                                   | Hóngdào                  | 弘道                     | 683                      |
| Zhōngzōng                    | 中宗       | Lǐ Xiǎn / Lǐ Zhé  | 李顯 / 李哲       | 3 januari – 26 februari 684                                     | Sìshèng                  | 嗣聖                     | 684                      |
| Ruìzōng                      | 睿宗       | Lǐ Dàn            | 李旦              | 27 februari 684 – 8 oktober 690                                 | Wénmíng                  | 文明                     | 684                      |
| Ruìzōng                      | 睿宗       | Lǐ Dàn            | 李旦              | 27 februari 684 – 8 oktober 690                                 | Guāngzhái                | 光宅                     | 684                      |
| Ruìzōng                      | 睿宗       | Lǐ Dàn            | 李旦              | 27 februari 684 – 8 oktober 690                                 | Chuígǒng                 | 垂拱                     | 685 – 688                |
| Ruìzōng                      | 睿宗       | Lǐ Dàn            | 李旦              | 27 februari 684 – 8 oktober 690                                 | Yǒngchāng                | 永昌                     | 689                      |
| Ruìzōng                      | 睿宗       | Lǐ Dàn            | 李旦              | 27 februari 684 – 8 oktober 690                                 | Zàichū                   | 載初                     | 690                      |
| Wu Zhou-dynastie (690 – 705) |            |                   |                   |                                                                 |                          |                          |                          |
| (Wǔ Zétiān)                  | (武則天)   | Wǔ Zhào           | 武曌              | 17 oktober 690 – 21 februari 705                                | Tiānshòu                 | 天授                     | 690 – 692                |
| (Wǔ Zétiān)                  | (武則天)   | Wǔ Zhào           | 武曌              | 17 oktober 690 – 21 februari 705                                | Rúyì                     | 如意                     | 692                      |
| (Wǔ Zétiān)                  | (武則天)   | Wǔ Zhào           | 武曌              | 17 oktober 690 – 21 februari 705                                | Chángshòu                | 長壽                     | 692 – 694                |
| (Wǔ Zétiān)                  | (武則天)   | Wǔ Zhào           | 武曌              | 17 oktober 690 – 21 februari 705                                | Yánzài                   | 延載                     | 694 – 695                |
| (Wǔ Zétiān)                  | (武則天)   | Wǔ Zhào           | 武曌              | 17 oktober 690 – 21 februari 705                                | Zhèngshèng               | 證聖                     | 695                      |
| (Wǔ Zétiān)                  | (武則天)   | Wǔ Zhào           | 武曌              | 17 oktober 690 – 21 februari 705                                | Tiāncèwànsuì             | 天冊萬歲                 | 695 – 696                |
| (Wǔ Zétiān)                  | (武則天)   | Wǔ Zhào           | 武曌              | 17 oktober 690 – 21 februari 705                                | Wànsuìdēngfēng           | 萬歲登封                 | 696                      |
| (Wǔ Zétiān)                  | (武則天)   | Wǔ Zhào           | 武曌              | 17 oktober 690 – 21 februari 705                                | Wànsuìtōngtiān           | 萬歲通天                 | 696 – 697                |
| (Wǔ Zétiān)                  | (武則天)   | Wǔ Zhào           | 武曌              | 17 oktober 690 – 21 februari 705                                | Shéngōng                 | 神功                     | 697                      |
| (Wǔ Zétiān)                  | (武則天)   | Wǔ Zhào           | 武曌              | 17 oktober 690 – 21 februari 705                                | Shènglì                  | 聖曆                     | 697 – 700                |
| (Wǔ Zétiān)                  | (武則天)   | Wǔ Zhào           | 武曌              | 17 oktober 690 – 21 februari 705                                | Jiǔshì                   | 久視                     | 700 – 701                |
| (Wǔ Zétiān)                  | (武則天)   | Wǔ Zhào           | 武曌              | 17 oktober 690 – 21 februari 705                                | Dàzú                     | 大足                     | 701                      |
| (Wǔ Zétiān)                  | (武則天)   | Wǔ Zhào           | 武曌              | 17 oktober 690 – 21 februari 705                                | Cháng'ān                 | 長安                     | 701 – 705                |
| (Wǔ Zétiān)                  | (武則天)   | Wǔ Zhào           | 武曌              | 17 oktober 690 – 21 februari 705                                | Shénlóng                 | 神龍                     | 705 – 707                |
| Voortzetting Tang-dynastie   |            |                   |                   |                                                                 |                          |                          |                          |
| Zhōngzōng                    | 中宗       | Lǐ Xiǎn / Lǐ Zhé  | 李顯 / 李哲       | 23 februari 705 – 3 juli 710                                    | Shénlóng                 | 神龍                     | 705 – 707                |
| Zhōngzōng                    | 中宗       | Lǐ Xiǎn / Lǐ Zhé  | 李顯 / 李哲       | 23 februari 705 – 3 juli 710                                    | Jǐnglóng                 | 景龍                     | 707 – 710                |
| (Shāngdì)                    | (殤帝)     | Lǐ Chóngmào       | 李重茂            | 8 juli – 25 juli 710                                            | Tánglóng                 | 唐隆                     | 710                      |
| Ruìzōng                      | 睿宗       | Lǐ Dàn            | 李旦              | 25 juli 710 – 8 september 712                                   | Jǐngyún                  | 景雲                     | 710 – 711                |
| Ruìzōng                      | 睿宗       | Lǐ Dàn            | 李旦              | 25 juli 710 – 8 september 712                                   | Tàijí                    | 太極                     | 712                      |
| Ruìzōng                      | 睿宗       | Lǐ Dàn            | 李旦              | 25 juli 710 – 8 september 712                                   | Yánhé                    | 延和                     | 712                      |
| Xuánzōng                     | 玄宗       | Lǐ Lóngjī         | 李隆基            | 8 september 712 – 12 augustus 756                               | Xiāntiān                 | 先天                     | 712 – 713                |
| Xuánzōng                     | 玄宗       | Lǐ Lóngjī         | 李隆基            | 8 september 712 – 12 augustus 756                               | Kāiyuán                  | 開元                     | 713 – 741                |
| Xuánzōng                     | 玄宗       | Lǐ Lóngjī         | 李隆基            | 8 september 712 – 12 augustus 756                               | Tiānbǎo                  | 天寶                     | 742 – 756                |
| Sùzōng                       | 肅宗       | Lǐ Hēng           | 李亨              | 12 augustus 756 – 16 mei 762                                    | Zhìdé                    | 至德                     | 756 – 758                |
| Sùzōng                       | 肅宗       | Lǐ Hēng           | 李亨              | 12 augustus 756 – 16 mei 762                                    | Qiányuán                 | 乾元                     | 758 – 760                |
| Sùzōng                       | 肅宗       | Lǐ Hēng           | 李亨              | 12 augustus 756 – 16 mei 762                                    | Shàngyuán                | 上元                     | 760 – 761                |
| Dàizōng                      | 代宗       | Lǐ Yù             | 李豫              | 18 mei 762 – 23 mei 779                                         | Bǎoyìng                  | 寶應                     | 762 – 763                |
| Dàizōng                      | 代宗       | Lǐ Yù             | 李豫              | 18 mei 762 – 23 mei 779                                         | Guǎngdé                  | 廣德                     | 763 – 764                |
| Dàizōng                      | 代宗       | Lǐ Yù             | 李豫              | 18 mei 762 – 23 mei 779                                         | Yǒngtài                  | 永泰                     | 765 – 766                |
| Dàizōng                      | 代宗       | Lǐ Yù             | 李豫              | 18 mei 762 – 23 mei 779                                         | Dàlì                     | 大曆                     | 766 – 779                |
| Dézōng                       | 德宗       | Lǐ Kuò            | 李适              | 12 juni 779 – 25 februari 805                                   | Jiànzhōng                | 建中                     | 780 – 783                |
| Dézōng                       | 德宗       | Lǐ Kuò            | 李适              | 12 juni 779 – 25 februari 805                                   | Xīngyuán                 | 興元                     | 784                      |
| Dézōng                       | 德宗       | Lǐ Kuò            | 李适              | 12 juni 779 – 25 februari 805                                   | Zhēnyuán                 | 貞元                     | 785 – 805                |
| Shùnzōng                     | 順宗       | Lǐ Sòng           | 李誦              | 28 februari – 31 augustus 805                                   | Yǒngzhēn                 | 永貞                     | 805                      |
| Xiànzōng                     | 憲宗       | Lǐ Chún           | 李純              | 5 september 805 – 14 februari 820                               | Yuánhé                   | 元和                     | 806 – 820                |
| Mùzōng                       | 穆宗       | Lǐ Héng           | 李恆              | 20 februari 820 – 25 februari 824                               | Chángqìng                | 長慶                     | 821 – 824                |
| Jìngzōng                     | 敬宗       | Lǐ Zhàn           | 李湛              | 29 februari 824 – 9 januari 827                                 | Bǎolì                    | 寶曆                     | 824 – 826                |
| Wénzōng                      | 文宗       | Lǐ Áng            | 李昂              | 13 januari 827 – 10 februari 840                                | Dàhé / Tàihé             | 大和 / 太和              | 827 – 835                |
| Wénzōng                      | 文宗       | Lǐ Áng            | 李昂              | 13 januari 827 – 10 februari 840                                | Kāichéng                 | 開成                     | 836 – 840                |
| Wǔzōng                       | 武宗       | Lǐ Yán            | 李炎              | 20 februari 840 – 22 april 846                                  | Huìchāng                 | 會昌                     | 841 – 846                |
| Xuānzōng                     | 宣宗       | Lǐ Chén           | 李忱              | 25 april 846 – 7 september 859                                  | Dàzhōng                  | 大中                     | 847 – 859                |
| Yìzōng                       | 懿宗       | Lǐ Cuǐ            | 李漼              | 13 september 859 – 15 augustus 873                              | Xiántōng                 | 咸通                     | 860 – 874                |
| Xīzōng                       | 僖宗       | Lǐ Xuān           | 李儇              | 16 augustus 873 – 20 april 888                                  | Xiántōng                 | 咸通                     | 860 – 874                |
| Xīzōng                       | 僖宗       | Lǐ Xuān           | 李儇              | 16 augustus 873 – 20 april 888                                  | Qiánfú                   | 乾符                     | 874 – 879                |
| Xīzōng                       | 僖宗       | Lǐ Xuān           | 李儇              | 16 augustus 873 – 20 april 888                                  | Guǎngmíng                | 廣明                     | 880 – 881                |
| Xīzōng                       | 僖宗       | Lǐ Xuān           | 李儇              | 16 augustus 873 – 20 april 888                                  | Zhōnghé                  | 中和                     | 881 – 885                |
| Xīzōng                       | 僖宗       | Lǐ Xuān           | 李儇              | 16 augustus 873 – 20 april 888                                  | Guāngqǐ                  | 光啟                     | 885 – 888                |
| Xīzōng                       | 僖宗       | Lǐ Xuān           | 李儇              | 16 augustus 873 – 20 april 888                                  | Wéndé                    | 文德                     | 888                      |
| Zhāozōng                     | 昭宗       | Lǐ Yè             | 李曄              | 20 april 888 – 1 december 900 24 januari 901 – 22 september 904 | Lóngjì                   | 龍紀                     | 889                      |
| Zhāozōng                     | 昭宗       | Lǐ Yè             | 李曄              | 20 april 888 – 1 december 900 24 januari 901 – 22 september 904 | Dàshùn                   | 大順                     | 890 – 891                |
| Zhāozōng                     | 昭宗       | Lǐ Yè             | 李曄              | 20 april 888 – 1 december 900 24 januari 901 – 22 september 904 | Jǐngfú                   | 景福                     | 892 – 893                |
| Zhāozōng                     | 昭宗       | Lǐ Yè             | 李曄              | 20 april 888 – 1 december 900 24 januari 901 – 22 september 904 | Qiánníng                 | 乾寧                     | 894 – 898                |
| Zhāozōng                     | 昭宗       | Lǐ Yè             | 李曄              | 20 april 888 – 1 december 900 24 januari 901 – 22 september 904 | Guānghuà                 | 光化                     | 898 – 901                |
| Zhāozōng                     | 昭宗       | Lǐ Yè             | 李曄              | 20 april 888 – 1 december 900 24 januari 901 – 22 september 904 | Tiānfù                   | 天復                     | 901 – 904                |
| Zhāozōng                     | 昭宗       | Lǐ Yè             | 李曄              | 20 april 888 – 1 december 900 24 januari 901 – 22 september 904 | Tiānyòu                  | 天佑                     | 904 – 907                |
| Jǐngzōng                     | 景宗       | Lǐ Zhù            | 李柷              | 26 september 904 – 12 mei 907                                   | Tiānyòu                  | 天佑                     | 904 – 907                |

## Vijf Dynastieën en Tien Koninkrijken(907 – 960)

### Vijf Dynastieën
| Tempelnaam                        | Tempelnaam | Postume naam                    | Postume naam       | Persoonlijke naam  | Persoonlijke naam | Regeerperiode | Jaartitel en jaartallen | Jaartitel en jaartallen | Jaartitel en jaartallen |
| --------------------------------- | ---------- | ------------------------------- | ------------------ | ------------------ | ----------------- | ------------- | ----------------------- | ----------------------- | ----------------------- |
| Latere Liang-dynastie (907 – 923) |            |                                 |                    |                    |                   |               |                         |                         |                         |
| Tàizǔ                             | 太祖       | Shénwǔ Yuánshèng Xiàodì         | 神武元聖孝皇帝     | Zhū Wēn            | 朱溫              | 907 – 912     | Kāipíng                 | 開平                    | 907 – 911               |
| Tàizǔ                             | 太祖       | Shénwǔ Yuánshèng Xiàodì         | 神武元聖孝皇帝     | Zhū Wēn            | 朱溫              | 907 – 912     | Qiánhuà                 | 乾化                    | 911 – 915               |
| –                                 | –          | Mòdì                            | 末帝               | Zhū Zhèn           | 朱瑱              | 913 – 923     | Qiánhuà                 | 乾化                    | 911 – 915               |
| –                                 | –          | Mòdì                            | 末帝               | Zhū Zhèn           | 朱瑱              | 913 – 923     | Zhēnmíng                | 貞明                    | 915 – 921               |
| –                                 | –          | Mòdì                            | 末帝               | Zhū Zhèn           | 朱瑱              | 913 – 923     | Lóngdé                  | 龍德                    | 921 – 923               |
| Latere Tang-dynastie (923 – 936)  |            |                                 |                    |                    |                   |               |                         |                         |                         |
| Zhuāngzōng                        | 莊宗       | Guāngshèng Shénmǐn Xiào Huángdì | 光聖神閔孝皇帝     | Lǐ Cúnxù           | 李存勗            | 923 – 926     | Tóngguāng               | 同光                    | 923 – 926               |
| Míngzōng                          | 明宗       | Shèngdé Héwǔ Qīnxiàodì          | 聖德和武欽孝皇帝   | Lǐ Sìyuán / Lǐ Dǎn | 李嗣源 / 李亶     | 926 – 933     | Tiānchéng               | 天成                    | 926 – 930               |
| Míngzōng                          | 明宗       | Shèngdé Héwǔ Qīnxiàodì          | 聖德和武欽孝皇帝   | Lǐ Sìyuán / Lǐ Dǎn | 李嗣源 / 李亶     | 926 – 933     | Chángxīng               | 長興                    | 930 – 933               |
| –                                 | –          | Mǐndì                           | 節閔帝             | Lǐ Cónghòu         | 李從厚            | 933 – 934     | Yìngshùn                | 應順                    | 934                     |
| –                                 | –          | Mòdì                            | 末帝               | Lǐ Cóngkē          | 李從珂            | 934 – 936     | Qīngtài                 | 清泰                    | 934 – 936               |
| Latere Jin-dynastie (936 – 947)   |            |                                 |                    |                    |                   |               |                         |                         |                         |
| Gāozǔ                             | 高祖       | Shèngwén Zhāngwǔ Míngdé Xiàodì  | 聖文章武明德孝皇帝 | Shì Jìngtáng       | 石敬瑭            | 936 – 942     | Tiānfú                  | 天福                    | 936 – 944               |
| –                                 | –          | Chūdì                           | 出帝               | Shì Chóngguì       | 石重貴            | 942 – 947     | Tiānfú                  | 天福                    | 936 – 944               |
| –                                 | –          | Chūdì                           | 出帝               | Shì Chóngguì       | 石重貴            | 942 – 947     | Kāiyùn                  | 開運                    | 944 – 947               |
| Latere Han-dynastie (947 – 950)   |            |                                 |                    |                    |                   |               |                         |                         |                         |
| Gāozǔ                             | 高祖       | Rùìwén Shèngwǔ Zhāosù Xiàodì    | 睿文聖武昭肅孝皇帝 | Liǔ Zhīyuǎn        | 劉知遠            | 947 – 948     | Tiānfú                  | 天福                    | 947                     |
| Gāozǔ                             | 高祖       | Rùìwén Shèngwǔ Zhāosù Xiàodì    | 睿文聖武昭肅孝皇帝 | Liǔ Zhīyuǎn        | 劉知遠            | 947 – 948     | Qiányòu                 | 乾祐                    | 948 – 950               |
| –                                 | –          | Yǐndì                           | 隱帝               | Liǔ Chéngyòu       | 劉承祐            | 948 – 950     | Qiányòu                 | 乾祐                    | 948 – 950               |
| Latere Zhou-dynastie (951 – 960)  |            |                                 |                    |                    |                   |               |                         |                         |                         |
| Tàizǔ                             | 太祖       | Shèngshén Gōngsù Wénwǔ Xiàodì   | 聖神恭肅文武孝皇帝 | Guō Wēi            | 郭威              | 951 – 954     | Guǎngshùn               | 廣順                    | 951 – 954               |
| Tàizǔ                             | 太祖       | Shèngshén Gōngsù Wénwǔ Xiàodì   | 聖神恭肅文武孝皇帝 | Guō Wēi            | 郭威              | 951 – 954     | Xiǎndé                  | 顯德                    | 954 – 960               |
| Shìzōng                           | 世宗       | Ruìwǔ Xiàowéndì                 | 睿武孝文皇帝       | Chái Róng          | 柴榮              | 954 – 959     | Xiǎndé                  | 顯德                    | 954 – 960               |
| –                                 | –          | Gōngdì                          | 恭帝               | Chái Zōngxùn       | 柴宗訓            | 959 – 960     | Xiǎndé                  | 顯德                    | 954 – 960               |

### Tien Koninkrijken
| Tempelnaam                  | Tempelnaam  | Postume naam                                                 | Postume naam                   | Persoonlijke naam | Persoonlijke naam | Regeerperiode | Jaartitel en jaartallen | Jaartitel en jaartallen | Jaartitel en jaartallen |
| --------------------------- | ----------- | ------------------------------------------------------------ | ------------------------------ | ----------------- | ----------------- | ------------- | ----------------------- | ----------------------- | ----------------------- |
| Wuyue (904 – 978)           |             |                                                              |                                |                   |                   |               |                         |                         |                         |
| Tàizǔ                       | 太祖        | Wǔsùwáng                                                     | 武肅王                         | Qián Liú          | 錢鏐              | 904 – 932     | Tiānbǎo                 | 天寶                    | 908 – 923               |
| Tàizǔ                       | 太祖        | Wǔsùwáng                                                     | 武肅王                         | Qián Liú          | 錢鏐              | 904 – 932     | Bǎodà                   | 寶大                    | 923 – 925               |
| Tàizǔ                       | 太祖        | Wǔsùwáng                                                     | 武肅王                         | Qián Liú          | 錢鏐              | 904 – 932     | Bǎozhèng                | 寶正                    | 925 – 932               |
| Shìzōng                     | 世宗        | Wénmùwáng                                                    | 文穆王                         | Qián Yuánguàn     | 錢元瓘            | 932 – 941     | –                       | –                       | –                       |
| Chéngzōng                   | 成宗        | Zhōngxiànwáng                                                | 忠獻王                         | Qián Zuǒ          | 錢佐              | 941 – 947     | –                       | –                       | –                       |
| –                           | –           | Zhōngxùnwáng                                                 | 忠遜王                         | Qián Zōng         | 錢倧              | 947           | –                       | –                       | –                       |
| –                           | –           | Zhōngyìwáng                                                  | 忠懿王                         | Qián Chù          | 錢俶              | 947 – 978     | –                       | –                       | –                       |
| Min (909 – 945)             |             |                                                              |                                |                   |                   |               |                         |                         |                         |
| Tàizǔ                       | 太祖        | Zhōngyìwáng                                                  | 忠懿王                         | Wáng Shěnzhī      | 王審知            | 909 – 925     | –                       | –                       | –                       |
| –                           | –           | –                                                            | –                              | Wáng Yánhàn       | 王延翰            | 925 – 926     | –                       | –                       | –                       |
| Tàizōng                     | 太宗        | Huìdì                                                        | 惠帝                           | Wáng Yánjūn       | 王延鈞            | 926 – 935     | Lóngqǐ                  | 龍啟                    | 933 – 935               |
| Tàizōng                     | 太宗        | Huìdì                                                        | 惠帝                           | Wáng Yánjūn       | 王延鈞            | 926 – 935     | Yǒnghé                  | 永和                    | 935                     |
| Kāngzōng                    | 康宗        | Shénshèng Yīngruì Wénmíng Guǎngwǔ Yīngdào Dàhóng Xiàohuángdì | 神聖英睿文明廣武應道大弘孝皇帝 | Wáng Jìpéng       | 王繼鵬            | 935 – 939     | Tōngwén                 | 通文                    | 936 – 939               |
| Jǐngzōng                    | 景宗        | Ruìwén Guǎngwǔ Míngshèng Yuándé Lóngdào Dàxiào Huángdì       | 睿文廣武明聖元德隆道大孝皇帝   | Wáng Yánxī        | 王延羲            | 939 – 944     | Yǒnglóng                | 永隆                    | 939 – 944               |
| –                           | –           | Tiāndédì                                                     | 天德帝                         | Wáng Yánzhèng     | 王延政            | 943 – 945     | Tiāndé                  | 天德                    | 943 – 945               |
| Jingnan (906 – 963)         |             |                                                              |                                |                   |                   |               |                         |                         |                         |
| –                           | –           | Wǔxìnwáng                                                    | 武信王                         | Gāo Jìxīng        | 高季興            | 909 – 928     | –                       | –                       | –                       |
| –                           | –           | Wénxìnwáng                                                   | 文獻王                         | Gāo Cónghuì       | 高從誨            | 928 – 948     | –                       | –                       | –                       |
| –                           | –           | Zhēnyìwáng                                                   | 貞懿王                         | Gāo Bǎoróng       | 高寶融            | 948 – 960     | –                       | –                       | –                       |
| –                           | –           | Shìzhōng                                                     | 侍中                           | Gāo Bǎoxù         | 高寶勗            | 960 – 962     | –                       | –                       | –                       |
| –                           | –           | –                                                            | –                              | Gāo Jìchōng       | 高繼沖            | 962 – 963     | –                       | –                       | –                       |
| Chu (897 – 951)             |             |                                                              |                                |                   |                   |               |                         |                         |                         |
| –                           | –           | Wǔmòwáng                                                     | 武穆王                         | Mǎ Yīn            | 馬殷              | 897 – 930     | –                       | –                       | –                       |
| –                           | –           | Héngyángwáng                                                 | 衡陽王                         | Mǎ Xīshēng        | 馬希聲            | 930 – 932     | –                       | –                       | –                       |
| –                           | –           | Wénzhāowáng                                                  | 文昭王                         | Mǎ Xīfàn          | 馬希範            | 932 – 947     | –                       | –                       | –                       |
| –                           | –           | Fèiwáng                                                      | 廢王                           | Mǎ Xīguǎng        | 馬希廣            | 947 – 950     | –                       | –                       | –                       |
| –                           | –           | Gōngxiàowáng                                                 | 恭孝王                         | Mǎ Xī'è           | 馬希萼            | 950           | –                       | –                       | –                       |
| –                           | –           | –                                                            | –                              | Mǎ Xīchóng        | 馬希崇            | 950 – 951     | –                       | –                       | –                       |
| Wu (904 – 937)              |             |                                                              |                                |                   |                   |               |                         |                         |                         |
| Tàizǔ                       | 太祖        | Xiàowǔdì                                                     | 孝武帝                         | Yáng Xíngmì       | 楊行密            | 904 – 905     | Tiānyòu                 | 天祐                    | 904 – 919               |
| Lièzōng                     | 烈宗        | Jǐngdì                                                       | 景帝                           | Yáng Wò           | 楊渥              | 905 – 908     | Tiānyòu                 | 天祐                    | 904 – 919               |
| Gāozǔ                       | 高祖        | Xuāndì                                                       | 宣帝                           | Yáng Lóngyǎn      | 楊隆演            | 908 – 921     | Tiānyòu                 | 天祐                    | 904 – 919               |
| Gāozǔ                       | 高祖        | Xuāndì                                                       | 宣帝                           | Yáng Lóngyǎn      | 楊隆演            | 908 – 921     | Wǔyì                    | 武義                    | 919 – 921               |
| –                           | –           | Ruìdì                                                        | 睿帝                           | Yáng Pǔ           | 楊溥              | 921 – 937     | Shùnyì                  | 順義                    | 921 – 927               |
| –                           | –           | Ruìdì                                                        | 睿帝                           | Yáng Pǔ           | 楊溥              | 921 – 937     | Qiánzhēn                | 乾貞                    | 927 – 929               |
| –                           | –           | Ruìdì                                                        | 睿帝                           | Yáng Pǔ           | 楊溥              | 921 – 937     | Dàhé                    | 大和                    | 929 – 935               |
| –                           | –           | Ruìdì                                                        | 睿帝                           | Yáng Pǔ           | 楊溥              | 921 – 937     | Tiānzuò                 | 天祚                    | 935 – 937               |
| Zuidelijke Tang (937 – 975) |             |                                                              |                                |                   |                   |               |                         |                         |                         |
| Xiānzhǔ / Lièzǔ             | 先主 / 烈祖 | Guāngwén Sùwǔ Xiàogāo Huángdì                                | 光文肅武孝高皇帝               | Lǐ Biàn           | 李昪              | 937 – 943     | Shēngyuán               | 昇元                    | 937 – 943               |
| Zhōngzhǔ / Yuánzōng         | 中主 / 元宗 | Míngdào Chóngdé Wénxuān Xiào Huángdì                         | 明道崇德文宣孝皇帝             | Lǐ Jǐng           | 李璟              | 943 – 961     | Bǎodà                   | 保大                    | 943 – 958               |
| Zhōngzhǔ / Yuánzōng         | 中主 / 元宗 | Míngdào Chóngdé Wénxuān Xiào Huángdì                         | 明道崇德文宣孝皇帝             | Lǐ Jǐng           | 李璟              | 943 – 961     | Jiāotài                 | 交泰                    | 958                     |
| Zhōngzhǔ / Yuánzōng         | 中主 / 元宗 | Míngdào Chóngdé Wénxuān Xiào Huángdì                         | 明道崇德文宣孝皇帝             | Lǐ Jǐng           | 李璟              | 943 – 961     | Zhōngxīng               | 中興                    | 958                     |
| –                           | –           | –                                                            | –                              | Lǐ Yù             | 李煜              | 961 – 975     | –                       | –                       | –                       |
| Zuidelijke Han (917 – 971)  |             |                                                              |                                |                   |                   |               |                         |                         |                         |
| Gāozǔ                       | 高祖        | Tiānhuángdàdì                                                | 天皇大帝                       | Liǔ Yán / Liǔ Yǎn | 劉巖 / 劉龑       | 917 – 925     | Qiánhēng                | 乾亨                    | 917 – 925               |
| Gāozǔ                       | 高祖        | Tiānhuángdàdì                                                | 天皇大帝                       | Liǔ Yán / Liǔ Yǎn | 劉巖 / 劉龑       | 917 – 925     | Báilóng                 | 白龍                    | 925 – 928               |
| Gāozǔ                       | 高祖        | Tiānhuángdàdì                                                | 天皇大帝                       | Liǔ Yán / Liǔ Yǎn | 劉巖 / 劉龑       | 917 – 925     | Dàyǒu                   | 大有                    | 928 – 941               |
| –                           | –           | Shāngdì                                                      | 殤帝                           | Liǔ Fēn           | 劉玢              | 941 – 943     | Guāngtiān               | 光天                    | 941 – 943               |
| Zhōngzōng                   | 中宗        | Wénwǔ Guāngmíng Xiào Huángdì                                 | 文武光明孝皇帝                 | Liǔ Chéng         | 劉晟              | 943 – 958     | Yìngqián                | 應乾                    | 943                     |
| Zhōngzōng                   | 中宗        | Wénwǔ Guāngmíng Xiào Huángdì                                 | 文武光明孝皇帝                 | Liǔ Chéng         | 劉晟              | 943 – 958     | Qiànhé                  | 乾和                    | 943 – 958               |
| Hòuzhǔ                      | 後主        | –                                                            | –                              | Liǔ Chǎng         | 劉鋹              | 958 – 971     | Dàbǎo                   | 大寶                    | 958 – 971               |
| Noordelijke Han (951 – 979) |             |                                                              |                                |                   |                   |               |                         |                         |                         |
| Shìzǔ                       | 世祖        | Shénwǔdì                                                     | 神武帝                         | Liǔ Mín           | 劉旻              | 951 – 954     | Qiányòu                 | 乾祐                    | 951 – 957               |
| Ruìzōng                     | 睿宗        | Xiàohédì                                                     | 孝和帝                         | Liǔ Chéngjūn      | 劉承鈞            | 954 – 970     | Qiányòu                 | 乾祐                    | 951 – 957               |
| Ruìzōng                     | 睿宗        | Xiàohédì                                                     | 孝和帝                         | Liǔ Chéngjūn      | 劉承鈞            | 954 – 970     | Tiānhuì                 | 天會                    | 957 – 970               |
| Shàozhǔ                     | 少主        | –                                                            | –                              | Liǔ Jì'ēn         | 劉繼恩            | 970           | Tiānhuì                 | 天會                    | 957 – 970               |
| –                           | –           | Yīngwǔdì                                                     | 英武帝                         | Liǔ Jìyuán        | 劉繼元            | 970 – 982     | Guǎngyùn                | 廣運                    | 970 – 982               |
| Vroegere Shu (907 – 925)    |             |                                                              |                                |                   |                   |               |                         |                         |                         |
| Gāozǔ                       | 高祖        | Shénwǔ Shèngwén Xiàodé Mínghuì Huángdì                       | 神武聖文孝德明惠皇帝           | Wáng Jiàn         | 王建              | 907 – 918     | Tiānfù                  | 天復                    | 907                     |
| Gāozǔ                       | 高祖        | Shénwǔ Shèngwén Xiàodé Mínghuì Huángdì                       | 神武聖文孝德明惠皇帝           | Wáng Jiàn         | 王建              | 907 – 918     | Wǔchéng                 | 武成                    | 908 – 910               |
| Gāozǔ                       | 高祖        | Shénwǔ Shèngwén Xiàodé Mínghuì Huángdì                       | 神武聖文孝德明惠皇帝           | Wáng Jiàn         | 王建              | 907 – 918     | Yǒngpíng                | 永平                    | 911 – 915               |
| Gāozǔ                       | 高祖        | Shénwǔ Shèngwén Xiàodé Mínghuì Huángdì                       | 神武聖文孝德明惠皇帝           | Wáng Jiàn         | 王建              | 907 – 918     | Tōngzhèng               | 通正                    | 916                     |
| Gāozǔ                       | 高祖        | Shénwǔ Shèngwén Xiàodé Mínghuì Huángdì                       | 神武聖文孝德明惠皇帝           | Wáng Jiàn         | 王建              | 907 – 918     | Tiānhàn                 | 天漢                    | 917                     |
| Gāozǔ                       | 高祖        | Shénwǔ Shèngwén Xiàodé Mínghuì Huángdì                       | 神武聖文孝德明惠皇帝           | Wáng Jiàn         | 王建              | 907 – 918     | Guāngtiān               | 光天                    | 918                     |
| Hòuzhǔ                      | 後主        | –                                                            | –                              | Wáng Yǎn          | 王衍              | 918 – 925     | Qiándé                  | 乾德                    | 918 – 925               |
| Hòuzhǔ                      | 後主        | –                                                            | –                              | Wáng Yǎn          | 王衍              | 918 – 925     | Xiánkāng                | 咸康                    | 925                     |
| Latere Shu (934 – 965)      |             |                                                              |                                |                   |                   |               |                         |                         |                         |
| Gāozǔ                       | 高祖        | Wénwǔ Shèngdé Yīngliè Míngxiào Huángdì                       | 文武聖德英烈明孝皇帝           | Mèng Zhīxiáng     | 孟知祥            | 934           | Míngdé                  | 明德                    | 934 – 938               |
| Hòuzhǔ                      | 後主        | –                                                            | –                              | Mèng Chǎng        | 孟昶              | 938 – 965     | Míngdé                  | 明德                    | 934 – 938               |
| Hòuzhǔ                      | 後主        | –                                                            | –                              | Mèng Chǎng        | 孟昶              | 938 – 965     | Guǎngzhèng              | 廣政                    | 938 – 965               |

## Liao-dynastie(907 – 1125)
| Tempelnaam | Tempelnaam | Postume naam                        | Postume naam       | Naam          | Naam       | Regeerperiode | Jaartitel met jaartallen | Jaartitel met jaartallen | Jaartitel met jaartallen |
| ---------- | ---------- | ----------------------------------- | ------------------ | ------------- | ---------- | ------------- | ------------------------ | ------------------------ | ------------------------ |
| Tàizǔ      | 太祖       | Dàshèng Dàmíng Shénliè Tiān Huángdí | 大聖大明神烈天皇帝 | Yēlǜ Ābǎojī   | 耶律阿保機 | 907 – 926     | Shéncè                   | 神冊                     | 916 – 922                |
| Tàizǔ      | 太祖       | Dàshèng Dàmíng Shénliè Tiān Huángdí | 大聖大明神烈天皇帝 | Yēlǜ Ābǎojī   | 耶律阿保機 | 907 – 926     | Tiānzàn                  | 天贊                     | 922 – 926                |
| Tàizǔ      | 太祖       | Dàshèng Dàmíng Shénliè Tiān Huángdí | 大聖大明神烈天皇帝 | Yēlǜ Ābǎojī   | 耶律阿保機 | 907 – 926     | Tiānxiǎn                 | 天顯                     | 926 – 938                |
| Tàizōng    | 太宗       | Xiàowǔ Huìwén Huángdì               | 孝武惠文皇帝       | Yēlǜ Déguāng  | 耶律德光   | 926 – 947     | Tiānxiǎn                 | 天顯                     | 926 – 938                |
| Tàizōng    | 太宗       | Xiàowǔ Huìwén Huángdì               | 孝武惠文皇帝       | Yēlǜ Déguāng  | 耶律德光   | 926 – 947     | Huìtóng                  | 會同                     | 938 – 947                |
| Tàizōng    | 太宗       | Xiàowǔ Huìwén Huángdì               | 孝武惠文皇帝       | Yēlǜ Déguāng  | 耶律德光   | 926 – 947     | Dàtóng                   | 大同                     | 947                      |
| Shìzōng    | 世宗       | Xiàohé Zhuāngxiàn Huángdì           | 孝和莊憲皇帝       | Yēlǜ Ruǎn     | 耶律阮     | 947 – 951     | Tiānlù                   | 天祿                     | 947 – 951                |
| Mùzōng     | 穆宗       | Xiào'ān Jìngzhèng Huángdì           | 孝安敬正皇帝       | Yēlǜ Jǐng     | 耶律璟     | 951 – 969     | Yìnglì                   | 應曆                     | 951 – 969                |
| Jǐngzōng   | 景宗       | Xiàochéng Kāngjìng Huángdì          | 孝成康靖皇帝       | Yēlǜ Xián     | 耶律賢     | 969 – 982     | Bǎoníng                  | 保寧                     | 969 – 979                |
| Jǐngzōng   | 景宗       | Xiàochéng Kāngjìng Huángdì          | 孝成康靖皇帝       | Yēlǜ Xián     | 耶律賢     | 969 – 982     | Qiánhēng                 | 乾亨                     | 979 – 982                |
| Shèngzōng  | 聖宗       | Wénwǔ Dàxiào Xuān Huángdì           | 文武大孝宣皇帝     | Yēlǜ Lóngxù   | 耶律隆緒   | 982 – 1031    | Tǒnghé                   | 統和                     | 983 – 1012               |
| Shèngzōng  | 聖宗       | Wénwǔ Dàxiào Xuān Huángdì           | 文武大孝宣皇帝     | Yēlǜ Lóngxù   | 耶律隆緒   | 982 – 1031    | Kāitài                   | 開泰                     | 1012 – 1021              |
| Shèngzōng  | 聖宗       | Wénwǔ Dàxiào Xuān Huángdì           | 文武大孝宣皇帝     | Yēlǜ Lóngxù   | 耶律隆緒   | 982 – 1031    | Tàipíng                  | 太平                     | 1021 – 1031              |
| Xīngzōng   | 興宗       | Shénshèng Xiàozhāng Huángdì         | 神聖孝章皇帝       | Yēlǜ Zōngzhēn | 耶律宗真   | 1031 – 1055   | Jǐngfú                   | 景福                     | 1031 – 1032              |
| Xīngzōng   | 興宗       | Shénshèng Xiàozhāng Huángdì         | 神聖孝章皇帝       | Yēlǜ Zōngzhēn | 耶律宗真   | 1031 – 1055   | Chóngxī                  | 重熙                     | 1032 – 1055              |
| Dàozōng    | 道宗       | Rénshèng Dàxiào Wén Huángdì         | 仁聖大孝文皇帝     | Yēlǜ Hóngjī   | 耶律洪基   | 1055 – 1101   | Qīngníng                 | 清寧                     | 1055 – 1064              |
| Dàozōng    | 道宗       | Rénshèng Dàxiào Wén Huángdì         | 仁聖大孝文皇帝     | Yēlǜ Hóngjī   | 耶律洪基   | 1055 – 1101   | Xiányōng                 | 咸雍                     | 1065 – 1074              |
| Dàozōng    | 道宗       | Rénshèng Dàxiào Wén Huángdì         | 仁聖大孝文皇帝     | Yēlǜ Hóngjī   | 耶律洪基   | 1055 – 1101   | Tàikāng / Dàkāng         | 太康 / 大康              | 1075 – 1084              |
| Dàozōng    | 道宗       | Rénshèng Dàxiào Wén Huángdì         | 仁聖大孝文皇帝     | Yēlǜ Hóngjī   | 耶律洪基   | 1055 – 1101   | Dà'ān                    | 大安                     | 1085 – 1094              |
| Dàozōng    | 道宗       | Rénshèng Dàxiào Wén Huángdì         | 仁聖大孝文皇帝     | Yēlǜ Hóngjī   | 耶律洪基   | 1055 – 1101   | Shòuchāng / Shòulóng     | 壽昌 / 壽隆              | 1095 – 1101              |
| –          | –          | Tiānzuòdì                           | 天祚帝             | Yēlǜ Yánxǐ    | 耶律延禧   | 1101 – 1125   | Qiántǒng                 | 乾統                     | 1101 – 1110              |
| –          | –          | Tiānzuòdì                           | 天祚帝             | Yēlǜ Yánxǐ    | 耶律延禧   | 1101 – 1125   | Tiānqìng                 | 天慶                     | 1111 – 1120              |
| –          | –          | Tiānzuòdì                           | 天祚帝             | Yēlǜ Yánxǐ    | 耶律延禧   | 1101 – 1125   | Bǎodà                    | 保大                     | 1121 – 1125              |

## Song-dynastie(960 – 1279)
| Tempelnaam                             | Tempelnaam | Postume naam                                                                    | Postume naam                                 | Persoonlijke naam           | Persoonlijke naam | Regeerperiode | Jaartitel met jaartallen | Jaartitel met jaartallen | Jaartitel met jaartallen |
| -------------------------------------- | ---------- | ------------------------------------------------------------------------------- | -------------------------------------------- | --------------------------- | ----------------- | ------------- | ------------------------ | ------------------------ | ------------------------ |
| Noordelijke Song-dynastie (960 – 1127) |            |                                                                                 |                                              |                             |                   |               |                          |                          |                          |
| Tàizǔ                                  | 太祖       | Qǐyùn Lìjí Yīngwǔ Ruìwén Shéndé Shènggōng Zhìmíng Dàxiào Huángdì                | 啓運立極英武睿文神德聖功至明大孝皇帝         | Zhào Kuāngyìn               | 趙匡胤            | 960 – 976     | Jiànlóng                 | 建隆                     | 960 – 963                |
| Tàizǔ                                  | 太祖       | Qǐyùn Lìjí Yīngwǔ Ruìwén Shéndé Shènggōng Zhìmíng Dàxiào Huángdì                | 啓運立極英武睿文神德聖功至明大孝皇帝         | Zhào Kuāngyìn               | 趙匡胤            | 960 – 976     | Qiándé                   | 乾德                     | 963 – 968                |
| Tàizǔ                                  | 太祖       | Qǐyùn Lìjí Yīngwǔ Ruìwén Shéndé Shènggōng Zhìmíng Dàxiào Huángdì                | 啓運立極英武睿文神德聖功至明大孝皇帝         | Zhào Kuāngyìn               | 趙匡胤            | 960 – 976     | Kāibǎo                   | 開寶                     | 968 – 976                |
| Tàizōng                                | 太宗       | Zhìrén Yīngdào Shéngōng Shèngdé Wénwǔ Ruìliè Dàmíng Guǎngxiào Huángdì           | 至仁應道神功聖德文武睿烈大明廣孝皇帝         | Zhào Kuāngyì / Zhào Guāngyì | 趙匡義 / 趙光義   | 976 – 997     | Tàipíngxīngguó           | 太平興國                 | 976 – 984                |
| Tàizōng                                | 太宗       | Zhìrén Yīngdào Shéngōng Shèngdé Wénwǔ Ruìliè Dàmíng Guǎngxiào Huángdì           | 至仁應道神功聖德文武睿烈大明廣孝皇帝         | Zhào Kuāngyì / Zhào Guāngyì | 趙匡義 / 趙光義   | 976 – 997     | Yōngxī                   | 雍熙                     | 984 – 987                |
| Tàizōng                                | 太宗       | Zhìrén Yīngdào Shéngōng Shèngdé Wénwǔ Ruìliè Dàmíng Guǎngxiào Huángdì           | 至仁應道神功聖德文武睿烈大明廣孝皇帝         | Zhào Kuāngyì / Zhào Guāngyì | 趙匡義 / 趙光義   | 976 – 997     | Duāngǒng                 | 端拱                     | 988 – 989                |
| Tàizōng                                | 太宗       | Zhìrén Yīngdào Shéngōng Shèngdé Wénwǔ Ruìliè Dàmíng Guǎngxiào Huángdì           | 至仁應道神功聖德文武睿烈大明廣孝皇帝         | Zhào Kuāngyì / Zhào Guāngyì | 趙匡義 / 趙光義   | 976 – 997     | Chúnhuà                  | 淳化                     | 990 – 994                |
| Tàizōng                                | 太宗       | Zhìrén Yīngdào Shéngōng Shèngdé Wénwǔ Ruìliè Dàmíng Guǎngxiào Huángdì           | 至仁應道神功聖德文武睿烈大明廣孝皇帝         | Zhào Kuāngyì / Zhào Guāngyì | 趙匡義 / 趙光義   | 976 – 997     | Zhìdào                   | 至道                     | 995 – 997                |
| Zhēnzōng                               | 真宗       | Yīngfú Jīgǔ Shéngōng Ràngdé Wénmíng Wǔdìng Zhāngshèng Yuánxiào Huángdì          | 膺符稽古神功讓德文明武定章聖元孝皇帝         | Zhào Héng                   | 趙恆              | 997 – 1022    | Xiánpíng                 | 咸平                     | 998 – 1003               |
| Zhēnzōng                               | 真宗       | Yīngfú Jīgǔ Shéngōng Ràngdé Wénmíng Wǔdìng Zhāngshèng Yuánxiào Huángdì          | 膺符稽古神功讓德文明武定章聖元孝皇帝         | Zhào Héng                   | 趙恆              | 997 – 1022    | Jǐngdé                   | 景德                     | 1004 – 1007              |
| Zhēnzōng                               | 真宗       | Yīngfú Jīgǔ Shéngōng Ràngdé Wénmíng Wǔdìng Zhāngshèng Yuánxiào Huángdì          | 膺符稽古神功讓德文明武定章聖元孝皇帝         | Zhào Héng                   | 趙恆              | 997 – 1022    | Dàzhōngxiángfú           | 大中祥符                 | 1008 – 1016              |
| Zhēnzōng                               | 真宗       | Yīngfú Jīgǔ Shéngōng Ràngdé Wénmíng Wǔdìng Zhāngshèng Yuánxiào Huángdì          | 膺符稽古神功讓德文明武定章聖元孝皇帝         | Zhào Héng                   | 趙恆              | 997 – 1022    | Tiānxǐ                   | 天禧                     | 1017 – 1021              |
| Zhēnzōng                               | 真宗       | Yīngfú Jīgǔ Shéngōng Ràngdé Wénmíng Wǔdìng Zhāngshèng Yuánxiào Huángdì          | 膺符稽古神功讓德文明武定章聖元孝皇帝         | Zhào Héng                   | 趙恆              | 997 – 1022    | Qiánxīng                 | 乾興                     | 1022                     |
| Rénzōng                                | 仁宗       | Tǐtiān Fǎdào Jígōng Quándé Shénwén Shèngwǔ Ruìzhé Míngxiào Huángdì              | 体天法道極功全徳神文聖武睿哲明孝皇帝         | Zhào Zhēn                   | 趙禎              | 1022 – 1063   | Tiānshèng                | 天聖                     | 1023 – 1032              |
| Rénzōng                                | 仁宗       | Tǐtiān Fǎdào Jígōng Quándé Shénwén Shèngwǔ Ruìzhé Míngxiào Huángdì              | 体天法道極功全徳神文聖武睿哲明孝皇帝         | Zhào Zhēn                   | 趙禎              | 1022 – 1063   | Míngdào                  | 明道                     | 1032 – 1033              |
| Rénzōng                                | 仁宗       | Tǐtiān Fǎdào Jígōng Quándé Shénwén Shèngwǔ Ruìzhé Míngxiào Huángdì              | 体天法道極功全徳神文聖武睿哲明孝皇帝         | Zhào Zhēn                   | 趙禎              | 1022 – 1063   | Jǐngyòu                  | 景祐                     | 1034 – 1038              |
| Rénzōng                                | 仁宗       | Tǐtiān Fǎdào Jígōng Quándé Shénwén Shèngwǔ Ruìzhé Míngxiào Huángdì              | 体天法道極功全徳神文聖武睿哲明孝皇帝         | Zhào Zhēn                   | 趙禎              | 1022 – 1063   | Bǎoyuán                  | 寶元                     | 1038 – 1040              |
| Rénzōng                                | 仁宗       | Tǐtiān Fǎdào Jígōng Quándé Shénwén Shèngwǔ Ruìzhé Míngxiào Huángdì              | 体天法道極功全徳神文聖武睿哲明孝皇帝         | Zhào Zhēn                   | 趙禎              | 1022 – 1063   | Kāngdìng                 | 康定                     | 1040 – 1041              |
| Rénzōng                                | 仁宗       | Tǐtiān Fǎdào Jígōng Quándé Shénwén Shèngwǔ Ruìzhé Míngxiào Huángdì              | 体天法道極功全徳神文聖武睿哲明孝皇帝         | Zhào Zhēn                   | 趙禎              | 1022 – 1063   | Qìnglì                   | 慶曆                     | 1041 – 1048              |
| Rénzōng                                | 仁宗       | Tǐtiān Fǎdào Jígōng Quándé Shénwén Shèngwǔ Ruìzhé Míngxiào Huángdì              | 体天法道極功全徳神文聖武睿哲明孝皇帝         | Zhào Zhēn                   | 趙禎              | 1022 – 1063   | Huángyòu                 | 皇祐                     | 1049 – 1054              |
| Rénzōng                                | 仁宗       | Tǐtiān Fǎdào Jígōng Quándé Shénwén Shèngwǔ Ruìzhé Míngxiào Huángdì              | 体天法道極功全徳神文聖武睿哲明孝皇帝         | Zhào Zhēn                   | 趙禎              | 1022 – 1063   | Zhìhé                    | 至和                     | 1054 – 1056              |
| Rénzōng                                | 仁宗       | Tǐtiān Fǎdào Jígōng Quándé Shénwén Shèngwǔ Ruìzhé Míngxiào Huángdì              | 体天法道極功全徳神文聖武睿哲明孝皇帝         | Zhào Zhēn                   | 趙禎              | 1022 – 1063   | Jiāyòu                   | 嘉祐                     | 1056 – 1063              |
| Yīngzōng                               | 英宗       | Tǐgān Yīnglì Lónggōng Shèngdé Xiànwén Sùwǔ Ruìshèng Xuānxiào Huángdì            | 體乾應歷隆功盛德憲文肅武睿聖宣孝皇帝         | Zhào Shù                    | 趙曙              | 1063 – 1067   | Zhìpíng                  | 治平                     | 1064 – 1067              |
| Shénzōng                               | 神宗       | Tǐyuán Xiǎndào Fǎgǔ Lìxiàn Dìdé Wánggōng Yīngwén Lièwǔ Qīnrén Shèngxiào Huángdì | 體元顯道法古立憲帝德王功英文烈武欽仁聖孝皇帝 | Zhào Xū                     | 趙頊              | 1067 – 1085   | Xīníng                   | 熙寧                     | 1068 – 1077              |
| Shénzōng                               | 神宗       | Tǐyuán Xiǎndào Fǎgǔ Lìxiàn Dìdé Wánggōng Yīngwén Lièwǔ Qīnrén Shèngxiào Huángdì | 體元顯道法古立憲帝德王功英文烈武欽仁聖孝皇帝 | Zhào Xū                     | 趙頊              | 1067 – 1085   | Yuánfēng                 | 元豐                     | 1078 – 1085              |
| Zhézōng                                | 哲宗       | Xiànyuán Jìdào Shìdé Yánggōng Qīnwén Ruìwǔ Qíshèng Zhāoxiào Huángdì             | 憲元繼道世德揚功欽文睿武齊聖昭孝皇帝         | Zhào Xǔ                     | 趙煦              | 1085 – 1100   | Yuányòu                  | 元祐                     | 1086 – 1094              |
| Zhézōng                                | 哲宗       | Xiànyuán Jìdào Shìdé Yánggōng Qīnwén Ruìwǔ Qíshèng Zhāoxiào Huángdì             | 憲元繼道世德揚功欽文睿武齊聖昭孝皇帝         | Zhào Xǔ                     | 趙煦              | 1085 – 1100   | Shàoshèng                | 紹聖                     | 1094 – 1098              |
| Zhézōng                                | 哲宗       | Xiànyuán Jìdào Shìdé Yánggōng Qīnwén Ruìwǔ Qíshèng Zhāoxiào Huángdì             | 憲元繼道世德揚功欽文睿武齊聖昭孝皇帝         | Zhào Xǔ                     | 趙煦              | 1085 – 1100   | Yuánfú                   | 元符                     | 1098 – 1100              |
| Huīzōng                                | 徽宗       | Tǐshén Hédào Jùnliè Xùngōng Shèngwén Réndé Xiàncí Xiǎnxiào Huángdì              | 體神合道駿烈遜功聖文仁德憲慈顯孝皇帝         | Zhào Jí                     | 趙佶              | 1100 – 1125   | Jiànzhōngjìngguó         | 建中靖國                 | 1101                     |
| Huīzōng                                | 徽宗       | Tǐshén Hédào Jùnliè Xùngōng Shèngwén Réndé Xiàncí Xiǎnxiào Huángdì              | 體神合道駿烈遜功聖文仁德憲慈顯孝皇帝         | Zhào Jí                     | 趙佶              | 1100 – 1125   | Chóngníng                | 崇寧                     | 1102 – 1106              |
| Huīzōng                                | 徽宗       | Tǐshén Hédào Jùnliè Xùngōng Shèngwén Réndé Xiàncí Xiǎnxiào Huángdì              | 體神合道駿烈遜功聖文仁德憲慈顯孝皇帝         | Zhào Jí                     | 趙佶              | 1100 – 1125   | Dàguān                   | 大觀                     | 1107 – 1110              |
| Huīzōng                                | 徽宗       | Tǐshén Hédào Jùnliè Xùngōng Shèngwén Réndé Xiàncí Xiǎnxiào Huángdì              | 體神合道駿烈遜功聖文仁德憲慈顯孝皇帝         | Zhào Jí                     | 趙佶              | 1100 – 1125   | Zhènghé                  | 政和                     | 1111 – 1118              |
| Huīzōng                                | 徽宗       | Tǐshén Hédào Jùnliè Xùngōng Shèngwén Réndé Xiàncí Xiǎnxiào Huángdì              | 體神合道駿烈遜功聖文仁德憲慈顯孝皇帝         | Zhào Jí                     | 趙佶              | 1100 – 1125   | Chónghé                  | 重和                     | 1118 – 1119              |
| Huīzōng                                | 徽宗       | Tǐshén Hédào Jùnliè Xùngōng Shèngwén Réndé Xiàncí Xiǎnxiào Huángdì              | 體神合道駿烈遜功聖文仁德憲慈顯孝皇帝         | Zhào Jí                     | 趙佶              | 1100 – 1125   | Xuānhé                   | 宣和                     | 1119 – 1125              |
| Qīnzōng                                | 欽宗       | Gōngwén Shùndé Rénxiào Huángdì                                                  | 恭文順德仁孝皇帝                             | Zhào Huán                   | 趙桓              | 1126 – 1127   | Jìngkāng                 | 靖康                     | 1125 – 1127              |
| Zuidelijke Song-dynastie (1127 – 1279) |            |                                                                                 |                                              |                             |                   |               |                          |                          |                          |
| Gāozōng                                | 高宗       | Shòumìng Zhōngxìng Quángōng Zhìdé Shèngshén Wǔwén Zhāorén Xiànxiào Huángdì      | 受命中興全功至德聖神武文昭仁憲孝皇帝         | Zhào Gòu                    | 趙構              | 1127 – 1162   | Jìngyán                  | 靖炎                     | 1127 – 1130              |
| Gāozōng                                | 高宗       | Shòumìng Zhōngxìng Quángōng Zhìdé Shèngshén Wǔwén Zhāorén Xiànxiào Huángdì      | 受命中興全功至德聖神武文昭仁憲孝皇帝         | Zhào Gòu                    | 趙構              | 1127 – 1162   | Shàoxīng                 | 紹興                     | 1131 – 1162              |
| Xiàozōng                               | 孝宗       | Shàotǒng Tóngdào Guāndé Zhāogōng Zhéwén Shénwǔ Míngshèng Chéngxiào Huángdì      | 紹統同道冠德昭功哲文神武明聖成孝皇帝         | Zhào Shèn                   | 趙昚              | 1162 – 1189   | Lóngxīng                 | 隆興                     | 1163 – 1164              |
| Xiàozōng                               | 孝宗       | Shàotǒng Tóngdào Guāndé Zhāogōng Zhéwén Shénwǔ Míngshèng Chéngxiào Huángdì      | 紹統同道冠德昭功哲文神武明聖成孝皇帝         | Zhào Shèn                   | 趙昚              | 1162 – 1189   | Qiándào                  | 乾道                     | 1165 – 1173              |
| Xiàozōng                               | 孝宗       | Shàotǒng Tóngdào Guāndé Zhāogōng Zhéwén Shénwǔ Míngshèng Chéngxiào Huángdì      | 紹統同道冠德昭功哲文神武明聖成孝皇帝         | Zhào Shèn                   | 趙昚              | 1162 – 1189   | Chúnxī                   | 淳熙                     | 1174 – 1189              |
| Guāngzōng                              | 光宗       | Xúndào Xiànrén Mínggōng Màodé Wēnwén Shùnwǔ Shèngzhé Cíxiào Huángdì             | 循道憲仁明功茂德溫文順武聖哲慈孝皇帝         | Zhào Dūn                    | 趙惇              | 1189 – 1194   | Shàoxī                   | 紹熙                     | 1190 – 1194              |
| Níngzōng                               | 寧宗       | Fǎtiān Bèidào Chúndé Màogōng Rénwén Zhéwǔ Shèngruì Gōngxiào Huángdì             | 法天備道純德茂功仁文哲武聖睿恭孝皇帝         | Zháo Kuó                    | 趙擴              | 1194 – 1224   | Qìngyuán                 | 慶元                     | 1195 – 1200              |
| Níngzōng                               | 寧宗       | Fǎtiān Bèidào Chúndé Màogōng Rénwén Zhéwǔ Shèngruì Gōngxiào Huángdì             | 法天備道純德茂功仁文哲武聖睿恭孝皇帝         | Zháo Kuó                    | 趙擴              | 1194 – 1224   | Jiātài                   | 嘉泰                     | 1201 – 1204              |
| Níngzōng                               | 寧宗       | Fǎtiān Bèidào Chúndé Màogōng Rénwén Zhéwǔ Shèngruì Gōngxiào Huángdì             | 法天備道純德茂功仁文哲武聖睿恭孝皇帝         | Zháo Kuó                    | 趙擴              | 1194 – 1224   | Kāixǐ                    | 開禧                     | 1205 – 1207              |
| Níngzōng                               | 寧宗       | Fǎtiān Bèidào Chúndé Màogōng Rénwén Zhéwǔ Shèngruì Gōngxiào Huángdì             | 法天備道純德茂功仁文哲武聖睿恭孝皇帝         | Zháo Kuó                    | 趙擴              | 1194 – 1224   | Jiādìng                  | 嘉定                     | 1208 – 1224              |
| Lǐzōng                                 | 理宗       | Jiàndào Bèidé Dàgōng Fùxìng Lièwén Rénwǔ Shèngmíng Ānxiào Huángdì               | 建道備德大功復興烈文仁武聖明安孝皇帝         | Zhào Yún                    | 趙昀              | 1224 – 1264   | Bǎoqìng                  | 寶慶                     | 1225 – 1227              |
| Lǐzōng                                 | 理宗       | Jiàndào Bèidé Dàgōng Fùxìng Lièwén Rénwǔ Shèngmíng Ānxiào Huángdì               | 建道備德大功復興烈文仁武聖明安孝皇帝         | Zhào Yún                    | 趙昀              | 1224 – 1264   | Shàodìng                 | 紹定                     | 1228 – 1233              |
| Lǐzōng                                 | 理宗       | Jiàndào Bèidé Dàgōng Fùxìng Lièwén Rénwǔ Shèngmíng Ānxiào Huángdì               | 建道備德大功復興烈文仁武聖明安孝皇帝         | Zhào Yún                    | 趙昀              | 1224 – 1264   | Duānpíng                 | 端平                     | 1234 – 1236              |
| Lǐzōng                                 | 理宗       | Jiàndào Bèidé Dàgōng Fùxìng Lièwén Rénwǔ Shèngmíng Ānxiào Huángdì               | 建道備德大功復興烈文仁武聖明安孝皇帝         | Zhào Yún                    | 趙昀              | 1224 – 1264   | Jiāxī                    | 嘉熙                     | 1237 – 1240              |
| Lǐzōng                                 | 理宗       | Jiàndào Bèidé Dàgōng Fùxìng Lièwén Rénwǔ Shèngmíng Ānxiào Huángdì               | 建道備德大功復興烈文仁武聖明安孝皇帝         | Zhào Yún                    | 趙昀              | 1224 – 1264   | Chúnyòu                  | 淳祐                     | 1241 – 1252              |
| Lǐzōng                                 | 理宗       | Jiàndào Bèidé Dàgōng Fùxìng Lièwén Rénwǔ Shèngmíng Ānxiào Huángdì               | 建道備德大功復興烈文仁武聖明安孝皇帝         | Zhào Yún                    | 趙昀              | 1224 – 1264   | Bǎoyòu                   | 寶祐                     | 1253 – 1258              |
| Lǐzōng                                 | 理宗       | Jiàndào Bèidé Dàgōng Fùxìng Lièwén Rénwǔ Shèngmíng Ānxiào Huángdì               | 建道備德大功復興烈文仁武聖明安孝皇帝         | Zhào Yún                    | 趙昀              | 1224 – 1264   | Kāiqìng                  | 開慶                     | 1259                     |
| Lǐzōng                                 | 理宗       | Jiàndào Bèidé Dàgōng Fùxìng Lièwén Rénwǔ Shèngmíng Ānxiào Huángdì               | 建道備德大功復興烈文仁武聖明安孝皇帝         | Zhào Yún                    | 趙昀              | 1224 – 1264   | Jǐngdìng                 | 景定                     | 1260 – 1264              |
| Dùzōng                                 | 度宗       | Duānwén Míngwǔ Jǐngxiào Huángdì                                                 | 端文明武景孝皇帝                             | Zhào Qí                     | 趙祺              | 1264 – 1274   | Xiánchún                 | 咸淳                     | 1265 – 1274              |
| –                                      | –          | Gōngdì                                                                          | 恭帝                                         | Zhào Xiǎn                   | 趙顯              | 1274 – 1276   | Déyòu                    | 德祐                     | 1275 – 1276              |
| Duānzōng                               | 端宗       | Xiàogōng Rényù Císhèng Ruìwén Yīngwǔ Qínzhèng Huángdì                           | 孝恭仁裕慈聖睿文英武勤政皇帝                 | Zhào Shì                    | 趙是              | 1276 – 1278   | Jǐngyán                  | 景炎                     | 1276 – 1278              |
| –                                      | –          | Bǐngdì                                                                          | 昺帝                                         | Zhào Bǐng                   | 趙昺              | 1278 – 1279   | Xiángxīng                | 祥興                     | 1278 – 1279              |

## Jin-dynastie(1115 – 1234)
| Tempelnaam | Tempelnaam | Postume naam                                                              | Postume naam                         | Persoonlijke naam             | Persoonlijke naam   | Regeringsperiode | Jaarnaam met jaartallen | Jaarnaam met jaartallen | Jaarnaam met jaartallen |
| ---------- | ---------- | ------------------------------------------------------------------------- | ------------------------------------ | ----------------------------- | ------------------- | ---------------- | ----------------------- | ----------------------- | ----------------------- |
| Tàizǔ      | 太祖       | Yīnggān Xìngyùn Zhāodé Dìnggōng Rénmíng Zhuāngxiào Dàshèng Wǔyuán Huángdì | 應乾興運昭德定功仁明莊孝大聖武元皇帝 | Wányán Āgǔdǎ                  | 完顏阿骨打          | 1115 – 1123      | Shōuguó                 | 收國                    | 1115 – 1116             |
| Tàizǔ      | 太祖       | Yīnggān Xìngyùn Zhāodé Dìnggōng Rénmíng Zhuāngxiào Dàshèng Wǔyuán Huángdì | 應乾興運昭德定功仁明莊孝大聖武元皇帝 | Wányán Āgǔdǎ                  | 完顏阿骨打          | 1115 – 1123      | Tiānfǔ                  | 天輔                    | 1117 – 1123             |
| Tàizōng    | 太宗       | Tǐyuán Yīngyùn Shìdé Zhāogōng Zhéhuì Rénshèng Wénliè Huángdì              | 體元應運世德昭功哲惠仁聖文烈皇帝     | Wányán Wúqǐmǎi / Wányán Shèng | 完顏吳乞買 / 完顏晟 | 1123 – 1134      | Tiānhuì                 | 天會                    | 1123 – 1138             |
| Xīzōng     | 熙宗       | Hóngjī Zuǎnwǔ Zhuāngjìng Xiàochéng Huángdì                                | 弘基纘武莊靖孝成皇帝                 | Wányán Hélá / Wányán Dǎn      | 完顏合剌 / 完顏亶   | 1135 – 1149      | Tiānhuì                 | 天會                    | 1123 – 1138             |
| Xīzōng     | 熙宗       | Hóngjī Zuǎnwǔ Zhuāngjìng Xiàochéng Huángdì                                | 弘基纘武莊靖孝成皇帝                 | Wányán Hélá / Wányán Dǎn      | 完顏合剌 / 完顏亶   | 1135 – 1149      | Tiānjuàn                | 天眷                    | 1138 – 1141             |
| Xīzōng     | 熙宗       | Hóngjī Zuǎnwǔ Zhuāngjìng Xiàochéng Huángdì                                | 弘基纘武莊靖孝成皇帝                 | Wányán Hélá / Wányán Dǎn      | 完顏合剌 / 完顏亶   | 1135 – 1149      | Huángtǒng               | 皇統                    | 1141 – 1149             |
| –          | –          | Hǎilíngwáng                                                               | 海陵王                               | Wányán Liàng                  | 完顏亮              | 1149 – 1161      | Tiāndé                  | 天德                    | 1149 – 1153             |
| –          | –          | Hǎilíngwáng                                                               | 海陵王                               | Wányán Liàng                  | 完顏亮              | 1149 – 1161      | Zhènyuán                | 貞元                    | 1153 – 1156             |
| –          | –          | Hǎilíngwáng                                                               | 海陵王                               | Wányán Liàng                  | 完顏亮              | 1149 – 1161      | Zhènglóng               | 正隆                    | 1156 – 1161             |
| Shìzōng    | 世宗       | Guāngtiān Xìngyùn Wéndé Wǔgōng Shèngmíng Rénxiào Huángdì                  | 光天興運文德武功聖明仁孝皇帝         | Wányán Yōng                   | 完顏雍              | 1161 – 1189      | Dàdìng                  | 大定                    | 1161 – 1189             |
| Zhāngzōng  | 章宗       | Xiàntiān Guāngyùn Rénwén Yìwǔ Shénshèng Yīngxiào Huángdì                  | 憲天光運仁文義武神聖英孝皇帝         | Wányán Jǐng                   | 完顏璟              | 1190 – 1208      | Míngchāng               | 明昌                    | 1190 – 1196             |
| Zhāngzōng  | 章宗       | Xiàntiān Guāngyùn Rénwén Yìwǔ Shénshèng Yīngxiào Huángdì                  | 憲天光運仁文義武神聖英孝皇帝         | Wányán Jǐng                   | 完顏璟              | 1190 – 1208      | Chéng'ān                | 承安                    | 1196 – 1200             |
| Zhāngzōng  | 章宗       | Xiàntiān Guāngyùn Rénwén Yìwǔ Shénshèng Yīngxiào Huángdì                  | 憲天光運仁文義武神聖英孝皇帝         | Wányán Jǐng                   | 完顏璟              | 1190 – 1208      | Tàihé                   | 泰和                    | 1200 – 1208             |
| –          | –          | Wèishàowáng Wèiwáng                                                       | 衛紹王 / 衛王                        | Wányán Yǒngjì                 | 完顏永濟            | 1209 – 1213      | Dà'ān                   | 大安                    | 1209 – 1212             |
| –          | –          | Wèishàowáng Wèiwáng                                                       | 衛紹王 / 衛王                        | Wányán Yǒngjì                 | 完顏永濟            | 1209 – 1213      | Chóngqìng               | 崇慶                    | 1212 – 1213             |
| –          | –          | Wèishàowáng Wèiwáng                                                       | 衛紹王 / 衛王                        | Wányán Yǒngjì                 | 完顏永濟            | 1209 – 1213      | Zhìníng                 | 至寧                    | 1213                    |
| Xuānzōng   | 宣宗       | Jìtiān Xìngtǒng Shùdào Qínrén Yīngwǔ Shèngxiào Huángdì                    | 繼天興統述道勤仁英武聖孝皇帝         | Wányán Xún                    | 完顏珣              | 1213 – 1223      | Zhēnyòu                 | 貞祐                    | 1213 – 1217             |
| Xuānzōng   | 宣宗       | Jìtiān Xìngtǒng Shùdào Qínrén Yīngwǔ Shèngxiào Huángdì                    | 繼天興統述道勤仁英武聖孝皇帝         | Wányán Xún                    | 完顏珣              | 1213 – 1223      | Xīngdìng                | 興定                    | 1217 – 1222             |
| Xuānzōng   | 宣宗       | Jìtiān Xìngtǒng Shùdào Qínrén Yīngwǔ Shèngxiào Huángdì                    | 繼天興統述道勤仁英武聖孝皇帝         | Wányán Xún                    | 完顏珣              | 1213 – 1223      | Yuánguāng               | 元光                    | 1222 – 1223             |
| Āizōng     | 哀宗       | Mǐnhuángdì / Zhuānghuángdì                                                | 莊皇帝 / 閔皇帝                      | Wányán Shǒuxù                 | 完顏守緒            | 1224 – 1234      | Zhèngdà                 | 正大                    | 1224 – 1232             |
| Āizōng     | 哀宗       | Mǐnhuángdì / Zhuānghuángdì                                                | 莊皇帝 / 閔皇帝                      | Wányán Shǒuxù                 | 完顏守緒            | 1224 – 1234      | Kāixīng                 | 開興                    | 1232                    |
| Āizōng     | 哀宗       | Mǐnhuángdì / Zhuānghuángdì                                                | 莊皇帝 / 閔皇帝                      | Wányán Shǒuxù                 | 完顏守緒            | 1224 – 1234      | Tiānxīng                | 天興                    | 1232 – 1234             |
| –          | –          | Mòdì                                                                      | 末帝                                 | Wányán Chénglín               | 完顏承麟            | 1234             | –                       | –                       | –                       |

## Yuan-dynastie(1279-1368)
| Monarch | Monarch                  | Regeringsperiode |
| ------- | ------------------------ | ---------------- |
|         | Koeblai Khan (1215-1294) | 1279-1294        |
|         | Chengzong (1294-1307)    | 1294-1307        |
|         | Wuzong (1281-1311)       | 1307-1311        |
|         | Buyantu Khan (1285-1320) | 1311-1320        |
|         | Gegeen Khan (1302-1323)  | 1320-1323        |
|         | Taidingdi (1293-1328)    | 1323-1328        |
|         | Tianshundi (1320-1328)   | 1328             |
|         | Wenzong (1304-1332)      | 1328-1329        |
|         | Mingzong (1300-1329)     | 1329             |
|         | Wenzong (1304-1332)      | 1329-1332        |
|         | Ningzong (1326-1332)     | 1332             |
|         | Toghun Temür (1320-1370) | 1332-1368        |

## Ming-dynastie(1368-1644)
| Monarch     | Monarch               | Monarch           | Monarch       | Regeringsperiode |
| Periodenaam | Periodenaam           | Persoonlijke naam | Postume titel | Regeringsperiode |
| ----------- | --------------------- | ----------------- | ------------- | ---------------- |
|             | Hongwu (1328-1398)    | Zhu Yuanzhang     | Taizu         | 1368-1398        |
|             | Jianwen (1377-1402)   | Zhu Yunwen        | Huidi         | 1398-1402        |
|             | Yongle (1360-1424)    | Zhu Di            | Chengzu       | 1402-1424        |
|             | Hongxi (1378-1425)    | Zhu Gaozhi        | Renzong       | 1424-1425        |
|             | Xuande (1398-1435)    | Zhu Zhanji        | Xuanzong      | 1425-1435        |
|             | Zhengtong (1427-1464) | Zhu Qizhen        | Yingzong      | 1435-1449        |
|             | Jingtai (1428-1457)   | Zhu Qiyu          | Jingdi        | 1449-1457        |
|             | Tianshun (1427-1464)  | Zhu Qizhen        | Yingzong      | 1457-1464        |
|             | Chenghua (1447-1487)  | Zhu Jianshen      | Xianzong      | 1464-1487        |
|             | Hongzhi (1470-1505)   | Zhu Youtang       | Xiaozong      | 1487-1505        |
|             | Zhengde (1491-1521)   | Zhu Houzhao       | Wuzong        | 1505-1521        |
|             | Jiajing (1507-1567)   | Zhu Houcong       | Shizong       | 1521-1566        |
|             | Longqing (1537-1572)  | Zhu Zaihou        | Muzong        | 1566-1572        |
|             | Wanli (1563-1620)     | Zhu Yijun         | Shenzong      | 1572-1620        |
|             | Taichang (1582-1620)  | Zhu Changluo      | Guangzong     | 1620-1620        |
|             | Tianqi (1605-1627)    | Zhu Youjiao       | Xizong        | 1620-1627        |
|             | Chongzhen (1611-1644) | Zhu Youjian       | Zhuanliedi    | 1627-1644        |

## Qing-dynastie(1644-1912/1924)
| Monarch     | Monarch                | Monarch             | Monarch       | Regeringsperiode |
| Periodenaam | Periodenaam            | Persoonlijke naam   | Postume titel | Regeringsperiode |
| ----------- | ---------------------- | ------------------- | ------------- | ---------------- |
|             | Nurhaci (1559-1626)    | Nurhaci             | Gāodì         | 1616-1626        |
|             | Hong Taiji (1592-1643) | (pinyin:huángtàijí) | Wéndì         | 1626-1643        |
|             | Shunzhi (1638-1661)    | Fulin               | Zhāngdì       | 1644-1661        |
|             | Kangxi (1654-1722)     | Xuányè              | Réndì         | 1662-1722        |
|             | Yongzheng (1678-1735)  | Yìnzhēn             | Xiàndì        | 1722- 1735       |
|             | Qianlong (1711-1799)   | Hónglì              | Chúndì        | 1735-1795        |
|             | Jiaqing (1760-1820)    | Yóngyǎn             | Ruìdì         | 1795-1820        |
|             | Daoguang (1782-1850)   | Mínníng             | Chéngdì       | 1820-1850        |
|             | Xianfeng (1831-1861)   | Yìzhǔ               | Xiǎndì        | 1850-1861        |
|             | Tongzhi (1856-1875)    | Zǎichún             | Mùzōng        | 1861-1875        |
|             | Guangxu (1871-1908)    | Zǎitián             | Jǐngdì        | 1875-1908        |
|             | Xuantong (1906-1967)   | Puyi                | geen          | 1908-1912/1924   |

Xia · Shang · Zhou · Qin · Han · Drie Koninkrijken · Jin · Zuidelijke Dynastieën · Noordelijke Dynastieën · Sui · Tang · Vijf Dynastieën · Jin (Jurchen) · Song · Yuan · Ming · Qing